# とある飛空士への恋歌
『とある飛空士への恋歌』（とあるひくうしへのこいうた）は、犬村小六による日本のライトノベル。イラストは森沢晴行。小学館ガガガ文庫より、2009年2月から2011年1月にかけて全5巻が刊行された。2008年に刊行された著者の長編小説『とある飛空士への追憶』から続く「飛空士」シリーズ 第2作。2019年9月時点で「飛空士」シリーズ全体の全世界累計発行部数は130万部を記録している。
2014年1月から3月にかけて、トムス・エンタテインメント制作のテレビアニメ版が放送された。また同年2月から2015年9月まで、こじまたけし作画による漫画版が『週刊少年サンデーS』（小学館）において連載された。

## 概要
航空機が発達した異世界で、世界の姿を解き明かす冒険のために要塞化された空飛ぶ島を舞台に、本来であれば敵として憎み合う立場にあった少年と少女が互いの正体を知らないまま恋に落ち、高校の級友たちと共に、冒険の障害として立ち塞がる敵勢力との戦争を戦っていくという内容。著者によれば、敵対する宿命の男女が惹かれ合っていくという内容は『ロミオとジュリエット』をイメージしていると述べている。
物語のプロットは、シリーズ第1作『とある飛空士への追憶』よりも前に書かれていたとされる。『追憶』とは隔絶した地域が舞台となっているものの、共通の世界設定の物語であり、物語の途中からは『追憶』の登場人物も登場する。「飛空士」シリーズ劇中の時系列では、第1作『とある飛空士への追憶』や第3作『とある飛空士への夜想曲』よりも後の年代、第4作『とある飛空士への誓約』よりも前の年代を舞台としたエピソードが中心に描かれているが、本作の第1巻では物語開始より6年前の出来事が回想として詳細に描かれ、また最終巻となる第5巻のラストシーンでは年単位の時間が経過する。本作『恋歌』の最終巻における第1章と終章ではそれぞれ、登場人物たちが第4作『誓約』の舞台となる地域へと旅立つ場面が描かれ、また『誓約』にも本作での主要登場人物が登場しストーリーの結びつきが描かれているが、劇中の時系列では『誓約』の第1巻から第4巻までの前後を、本作『恋歌』第5巻の第1章と終章が挟み込む形となっている。『誓約』の第4巻からは、『恋歌』の登場人物のその後が描かれている。
2010年12月17日には最終刊の刊行を前に、ガガガチャンネルにて、小説の第1巻から4巻までの主要な場面に映像と声優による台詞をつけたプロモーションビデオが公開されている。2014年にはテレビアニメ化のほか、漫画化のメディアミックス展開も行われた。

## ストーリー
小説は登場人物の内面の描写を交えつつの三人称の視点で描かれ、場面によっては主人公以外の人物による視点からの物語も描かれる。主要登場人物には一人の主人公に対して静と動の二人のヒロインが配される、いわゆるダブルヒロインの構成となっている。表題の「恋歌」には二重の意味が与えられ、二人のヒロインの主人公への想いを意味するものとなっている。
小説は全5巻の物語となっているが、第1巻では回想が中心となり、主人公の過去やヒロインとの因縁が描かれる。第2巻からは主人公を取り巻く学生たちの学園生活が和やかな雰囲気で描かれるが、第3巻の途中から敵勢力との武力衝突が描かれるようになると作風が一変し、シリアスな展開が訪れる。物語のクライマックスは第4巻の終盤にあり、主人公とヒロインのドラマは第5巻の序盤で終わる構成となっている。物語は敵勢力によって引き裂かれた主人公とヒロインの再会を最後まで描かずに終わるが（詳細は「#あらすじ」を参照）、こうした結末について著者は、ヒロイン一人を取り戻すために大勢の敵味方が生死を賭けて争う展開は書きたくないという判断があったとしている。第5巻の残りのエピソードは後日談に充てられている。

### 物語の背景
本作『とある飛空士への恋歌』で描かれる地域にはバレステロス共和国、斎ノ国、帝政ベナレスの3つの国家が存在する。半世紀前に大戦があったが現在は表面上平穏を保っている。
劇中世界の創世神話には、世界を創造した聖アルディスタは世界の果てに「空の果て」を創り、世界の果てから落ちていく海水を汲み戻す「聖泉」を創り出したという記述があり、これを発見して世界の姿を解き明かすことは宗教上の命題とされている。これらは長い間空想上の存在とされていたが、劇中の時代において「聖泉」の実在が確認されたことから、最終的な目標である「空の果て」を発見しようとする気運が高まっている。しかしながら空の果てははるか遠く、過去幾度と無く行われた探索の結果は、貯蔵食料・飲料水が底を突いたことによる帰還か、行方不明かのいずれかであった。創世神話には聖泉の先を守護する敵対的な勢力「空の一族」の存在が予見されており、「聖泉」の発見に成功した冒険家ルイス・デ・アラルコンは、過去の探索における生還率の不自然な低さは空の一族の実在を示すものだと推測していた。
物語の舞台となる空飛ぶ島「イスラ」は、高度2000メートルに浮揚する空飛ぶ島。東西9キロメートル、南北25キロメートル、外周70キロメートル、上層の表面積243平方キロメートル、「浮遊岩」と呼ばれる鉱物からなる。イスラは元々、流されるまま空を漂う天然の島であったが、10年前 バレステロス皇国によって係留され、武装を施すことで極めて強力な移動要塞となった。強大な制空能力を持つイスラは軍事的緊張を招く恐れがあったため、平和な時代ではかえって持て余されていたが、当時の皇王グレゴリオ・ラ・イールはこれを空の果てを見つけるために利用する「イスラ計画」を立案し斎ノ国、帝政ベナレスとともに3国が共同してイスラの調査・改造作業を行う。イスラを用いた探索であれば、その巨大さ、そして標高以外は地上と変わらない環境ゆえに食料・飲料水の補給の問題は解決し、さらに基地を建設することで強大な防空戦力と共に移動することができるため、「空の一族」との戦闘にも耐えうると考えられた。
風の革命により皇国がバレステロス共和国に変わった後もこの計画は引き継がれるが、空の果てを見つけるまで帰れない旅になるイスラ計画は、バレステロス共和国の革命後の政争に伴って旧時代の指導者たちを追放する方便ともされる。ロマンに飾り立てられ、イスラは文字通り「島流し」に出ることになる。

### あらすじ

#### 第1巻
バレステロス皇国の第一皇子であったカール・ラ・イールは、「風の革命」と呼ばれる革命闘争で王政が失脚したことで両親を処刑され、地位、名誉、家、そして本当の名前を奪われた。残された物は、暴風を自在に操る異能の力で革命の旗頭となった人物、ニナ・ヴィエントへの復讐心と、死を前にした母と牢獄で交わした「飛空士になる」という約束の2つのみ。そのまま獄死するところであったところをミハエル・アルバスの一家に養子として引き取られ、ノエル、マヌエル、アリエルの3姉妹に暖かく迎えられたカールは、その名をカルエル・アルバスと変え、飛空機械工場の町ベラスカスで生きることになる。
「風の革命」の5年後、共和国となったバレステロスでは元老院による共和政体が機能せず恐怖政治がはびこり、元老院は共和制派、王政復古派、折衷派の3派に割れていた。共和制派の失脚によって王政復古派と折衷派の2派の対立が明白になったころ、王政復古派の台頭を恐れる折衷派はカルエルに使者を送り、「イスラ計画」に参加することを提案する。空飛ぶ巨大な島「イスラ」に乗り込んで創世神話にある空の果てを発見し、世界の姿を解き明かすというという名目で続けられていたイスラ計画の実態は、一般市民を冒険のロマンという熱狂で欺きつつ、政治的に邪魔な存在を文字通りの「島流し」にして追いやるというもので、イスラに送られる人々の中には王政復古派の貴族や、ニナ・ヴィエントを含めたかつての改革の主導者たちも含まれていた。カルエルはそれが「島流し」であること承知しつつも、飛空士になるという母との約束を叶えるため、そしてイスラに乗り込むニナに会って復讐を遂げるため、提案に乗る。カルエルとアリエルはアルバス家を出て、折衷派から学費と生活費の提供を受けて、イスラにあるカドケス高等学校の飛空科に通いながらの長い旅に発つことになる。
不機嫌な思いを抱えつつもイスラでの生活を始めたカルエルは、ふとしたことから「他人には優しくしなさい」という母の遺言を思い出し、偶然出会った謎の少女、クレア・クルスを助ける。カルエルは、クレアのおどおどして人慣れしていない態度から、彼女が自分と同じく何らかの不幸な訳ありでイスラに送られたことを察し、そこに自分の境遇を重ねて彼女に共感する。クレアもまた、自分が他人に求め続けていたものを察してくれたかのようなカルエルの優しさに好感を持つ。しかしクレアが秘めていた事情はカルエルの想像を超えるものであった。クレアが帰宅すると、従者達がクレアへ編み込みの付け毛と化粧を施し、神秘的な衣装を身に纏わせる。その姿は、カルエルが憎しみを向ける母の仇、ニナ・ヴィエントであった。

#### 第2巻
イスラは「島」という特性故に安定した航空を続け、不安から来る内乱などとは無縁の平和な旅を続けていた。カドケス高校飛空科に入学したカルエルは、数日前に出会ったクレアとの再会に胸を躍らせていた。貴族中心のクラスであるヴァン・ヴィール組のクレアと、平民中心のクラスであるセンデシュアル組のカルエルが仲良くすることが気に食わないヴァン・ヴィール組のファウスト・フィデル・メルセたちによる嫌がらせなどのトラブルを抱えつつも、カルエルとクレアはペアを組んで教習をこなしていくことになる。飛空科の学生達はそれぞれ友情を育みつつあった。
かつて幼い頃から風を操る異能の力を恐れられ、その力を見いだされて言われるまま革命に協力させられ、ニナ・ヴィエントとして多くの人々の処刑に立ち会い心をすり減らしてきたクレアは、カルエルとの交流に心の安らぎを覚えていく。しかしクレアは「獄死したはずのカール・ラ・イールがイスラに来ていて、ニナ・ヴィエントに復讐する機会を伺っている」という噂を聞かされ、記憶の中にあるカールの姿にカルエルを重ねて一抹の不安を覚える。そんなある日、イスラを偵察する未知の国籍の戦空機が出現。イスラ空挺騎士団はこれを撃墜するが、神話上の存在であった敵対勢力「空の一族」（空族）の実在が明らかになる。また撃墜された機体から回収された海図から、進路上に存在する敵とも味方とも知れない未知の勢力「神聖レヴァーム皇国」の存在も明らかになり、旅の前途に不安が翳り始める。

#### 第3巻
8月の強烈な日差しの下、「空の一族」との戦闘に備えた過酷な陸戦訓練が行われる中でも、学生達は恋と友情を育んでいく。イスラはついに、創世神話に記された途中経由地となる巨大な海の噴水「聖泉」に到達し、人々は視界の果てまで広がる美しい海の噴水に歓喜する。しかし、聖泉は着水不能の不便な海域でもあり、海水から電力を得ていたイスラはいつ終わるとも知れない節電を強いられる。次第に残電力が減っていくある日、イスラは「空の一族」から一方的な宣戦を布告される。「空の一族」側による二重の陽動作戦と地の利の不利、加えての圧倒的な戦力差に騎士団だけでは手が足りず、学生たちにも任務が下される。生徒たちのうちミツオ、チハルは索敵任務、ヴァン・ヴィール組22人とカルエル、アリエル、ウォルフガング、マルコの4人は迎撃、その他のセンテジュアル組は陸戦で拠点防衛にそれぞれ参加するが、しかし「イスラを守る」という純粋な気持ちは「空の一族」側の圧倒的な戦力にへし折られ、学生たちは次々と戦死していく。カルエルは今までいがみ合っていたファウストとも共闘して互いを認め合うが、カルエルが参加した学徒隊は彼を残して全機撃墜され、アリエルも重傷を負う。
カルエルは瀕死のアリエルに声をかけ続ける中、「戦闘空域を俯瞰視点から見つめ、敵機の機動が予測できる」という不思議な感覚になり、敵の攻撃をかわし続ける。その直後、未知の勢力であった神聖レヴァーム皇国の戦空機が突如飛来する。機首に海猫のノーズアートを描いたその戦空機は、カルエルを守るように空族の戦空機を次々に撃墜していく。カルエルは窮地から救ってくれたエースパイロット「海猫」の操縦に憧れを抱く。

#### 第4巻
「空の一族」との戦闘においてヴァン・ヴィール組は全滅。センデシュアル組からも2人の戦死者が出て、飛空科学生48人中24名が戦死する。さらに、重軽傷を負った学生も数多く、彼らは戦闘の恐ろしさを思い知った上、仲間を失ったことにより心に深い傷を負う。クレアは親しい友人たちの戦死に心を痛め、自分だけが要人として安全な場所に匿われたことや、その正体がカール・ラ・イールではないかという疑惑に確信を得つつあったカルエルに対し、自分の正体を隠し続けたことによる罪悪感に苛まれる。クレアはカルエルと互いの正体を明かし合ったことをきっかけに飛空科を自主退学し、自分の感情を殺してニナ・ヴィエントとしての役割を全うしようとする。カルエルも、初めて恋した人が憎み続けてきた仇であるニナ・ヴィエントであるという思いがけない事実に錯乱し、茫然自失となって塞ぎ込む。その間も容赦のない「空の一族」の攻撃は続き、彼らは傷も癒えぬ内に再び戦場の空へと飛び立つことを求められる。カルエルはアリエルや、バレステロス皇国の生き残りであるカルエルに対して密かな恨みを抱いていたイグナシオ・アクシスから乱暴ながらも奮起を促され、革命で処刑された母親は復讐を望んでいなかったことを思い起こす。
出撃を決意したカルエル、イグナシオ、ノリアキ、ベンジャミンら4人の生徒たちの奮闘もあり、イスラ側の超弩級戦艦ルナ・バルコは「空の一族」の飛空戦艦を撃沈することに成功するが、戦艦を失ってもなお圧倒的な「空の一族」側の戦力の前に、クレアを乗せたまま撃沈寸前に追い詰められてしまう。しかしクレアの元へ、ニナ・ヴィエントへの恨みを乗り越えたカルエルの激励の声が届き、クレアは長い間失っていた風呼びの力を取り戻す。暴風や竜巻を自在に操る風呼びの力と、援軍として駆けつけた神聖レヴァーム皇国所属の戦艦「エル・バステル」の加勢により、形勢は一気に逆転する。戦闘後、神聖レヴァーム皇国との歓談に沸くイスラだが、「空の一族」からひとつの書簡が投下される。イスラとの休戦交渉に当たって「空の一族」が出した要求は、「空の一族」の神話でも信仰対象となっていた風呼びの少女、ニナ・ヴィエント（＝クレア）の身柄であった。

#### 第5巻
カルエルは恨みを捨て去り、クレアと心を通わせた。カルエルと心を通わせたクレアは、風呼びの力を取り戻した。だが地の利がある「空の一族」相手では、風呼びの力をもって全面戦争を続けても遅かれ早かれイスラの戦力は消耗し、敗戦に至ることは明白であった。停戦交渉に赴いたアメリアの巧みな交渉術によって「空の一族」から多くの譲歩を引き出しつつも、通過権と引き替えにクレアの身柄の引き渡しが決定された。出立の日の朝、イグナシオの手引きにより機会を得たカルエルはクレアに想いを伝え、どんな手段を使ってでも、いつかクレアを奪い返しに行くことを約束する。そしてクレアもまた、カルエルへ自身の想いとお守りを残す。イグナシオはクレアの護衛として、彼女と共にイスラを去る。
ようやく聖泉を通過したイスラは、途中寄港した「神聖レヴァーム皇国」での補給と護衛艦隊の合流を果たし、再び空の果てを目指して旅を続ける。途中で「空の一族」に遭遇しながらも通過権により戦闘を避け続け、ついに空の果てに到着する。明らかになった世界の姿は、平面世界の周りを星が回るという物。平面世界は「段差」である大瀑布によって隔てられ、空の果てで「石畳」と呼ばれる大地へと還った海水は、世界の中心にある聖泉から再び噴出している。そして、「空の果て」は水の落ちない工夫であるとともに、物質が消滅し石畳へと還る場所だった。推進装置を逆転させても「空の果て」へ向かって加速を続けていたイスラもまた、数々の思い出を乗せたまま空の果てで石畳へと還っていき、消失した。イスラ住民はレヴァーム艦隊に避難し帰路につき、レヴァームで新たな派遣艦隊に乗り換え、バレステロスに3年振りに帰還する。
バレステロス共和国では「島流し」の甲斐なく更に政情が悪化し、民衆から選ばれた政治家たちが私利私欲のまま政争に明け暮れる衆愚政治に陥っていた。民衆の間では、かつて自分たちで踏み躙った王政の復古を望む声が高まっており、イスラと共に帰還したというバレステロス皇子カール・ラ・イールの噂と、その仇敵であったニナ・ヴィエントへの復讐の顛末は注目の的になっていた。共和制の存続を望む政治家たちから民衆を諫めてくれるよう懇願されたカルエルは、イスラの指導者であったアメリア、ルイスの後押しを受け、カール・ラ・イールとして凱旋式典の演説の場に立つ。その目的は、自らの名と立場を利用してクレアを奪還すること。カルエルは壇上で、自分が復讐の念や憎悪を乗り越えてニナ・ヴィエントと愛し合う立場となったことを明かし、「空の一族」に連れ去られた彼女を奪還するため、人々の助力を必用としていることを情熱的に訴える。人々はこれに熱狂、同情し、「引き裂かれた悲劇の恋人」「革命の旗頭と、革命により地位を奪われた皇子の禁断の恋」という歴史的ロマンスは国境を越えて周辺国家へも広まり、彼らの恋と奪還作戦は支持される。熱狂に乗じて政策の失敗をうやむやにしたい政治家や、「空の一族」との貿易で利益を得たい実業家たちとの利害も一致し、ニナ・ヴィエント奪還のためにバレステロス、斎ノ国、帝政ベナレス、そして新しい同盟国となった神聖レヴァーム皇国が参加した多国間連合の超大規模艦隊「第二次イスラ艦隊」が編成される。カルエル自身も単座戦空機に乗り込み、必勝の準備を整えてクレアの奪還に旅立つ。その傍らで、旅には同行せず、義兄に対する恋心を悟られないよう身を引いたアリエルは、自身の想いを「歌えない恋の歌」として内に秘め続ける決意を固めていた。
時は流れ、イスラの帰還から28年。イスラの旅を共に乗り越えた、かつての飛空科学生たちの交流は途絶えることなく続いていた。その中の一人、ナナコは作家としての道を歩んでいた。47歳になった彼女の手によって、イスラの旅の日々を振り返った回顧録、「空の果てのイスラ」が出版される。

## 登場人物
「声」は2014年に放送されたテレビアニメ版で役を演じた声優。なお、2010年に原作小説のPVとして公開された映像の出演声優は公開されていない。

### 主要人物
カルエル・アルバス
声 - 花江夏樹
本作の主人公。物語開始時点で15歳。実名はカール・ラ・イール。バレステロス皇国皇太子 として生まれ育つが、9歳の時に「風の革命」により両親と地位を奪われる。監獄で1か月を過ごした後にミハエル・アルバスの一家に引き取られ、名を変え平民として生活していた。共和国折衷派の申し出によりイスラに移住しカドケス高等学校飛空科センテジュアル組の生徒となるが、そこでクレアと出会い強く惹かれあう。誕生日は6月6日で、義妹のアリエルより1日年上。革命で処刑された母・マリアを喪失した痛みから目を背け るため、母に屈辱を与えたニナ・ヴィエントに対する個人的な復讐心を捨て去ることができずにおり、劇中では幾度となく「発作」のように蘇る憎悪の感情に苛まれている。
善良だが未熟で愚かな、成長の余地を残した人物という意図で描かれた。金髪碧眼の美少年で、義理の姉妹に囲まれて育ったことから女性の扱いに慣れているが、予想外のトラブルには我を失って狼狽してしまうような臆病さや、現実とはかけ離れた理想像を本当の自分だと思っているような 自己愛的な性格、また貴族としての特権意識や豊かな生活への未練を捨てきれずにいるなどの欠点も持つ。アリエルいわく「ヘタレマザコンナルシスト」。一方、貴族時代に身につけた自転車の整備 や乗馬、立ち振る舞い といった技能や、クレアの境遇を漠然と察することができるような辛い経験 は、クレアとの仲を取り持つきっかけにもなっている。イスラに来たのは復讐が動機であったが、飛空士になりたいという目標も本心であり、飛空科の友人たちとの交流や、臆病さを克服してクレアに格好良いところを見せようと奮闘する中で、次第にイスラへの郷土愛や仲間を思う気持を育むようになる。
ニナ・ヴィエント / クレア・クルス
声 - 悠木碧
本作のヒロインの一人。ニナはカルエルにとって憎むべき復讐の対象として、クレアはカルエルと互いに惹かれ合う女生徒として登場する人物だが、実は両者は同一人物である。原作小説では登場人物一覧で別項目が割り当てられているものの、第1巻の登場場面から「野葡萄色の瞳」という共通の特徴が繰り返し描写され、正体についてもクレアとしての登場後に間を置かずして読者に明かされるが、アニメ版では第4話の終わりまで正体が伏せられる構成になっている。
物語の結末ではイグナシオと共にイスラを去り「空の一族」の元へと赴くが、シリーズ第4作『とある飛空士への誓約』ではその後の彼女が登場している。
ニナ・ヴィエント
風を自在に操る少女。本来の頭髪を覆う白銀の付け毛や化粧などで神秘的な飾り付けを施されている。「風呼びの少女」「聖アルディスタの愛娘」「処女王」などの異名で呼ばれ、ラ・イール皇家打倒を掲げる「風の革命」運動の中心とされた。蜂起の際には暴風を操りバレステロス皇国軍の航空戦力に甚大な損害を与えたが、現在は風を操る力を失っている。革命後の共和政権の腐敗、そして能力の喪失により利用価値がなくなったと見なされ、共和制派の失脚に伴いイスラ管区長に赴任する。
幼い頃から堂々たる態度で演説をこなすなど、そのカリスマ性で物語開始時点でも多くの人々を熱狂させているが、実のところ彼女の演説は用意された原稿を丸暗記して読み上げるだけのもので、彼女自身は自我を押し殺して与えられた役割を演じているだけの傀儡でしかない。傀儡として都合良く操られるために、自分の身は自分だけのものではなく、人間らしい感情のまま自由に振る舞えば民衆を不幸にすることになるという発想に辿り着くような教育を受けている。ニナ・ヴィエントは与えられた名であり、クレア・クルスが本名。ニナ・ヴィエントはスペイン語で「風の少女」を意味する。
クレア・クルス
バレステロス皇国出身。15歳。おどおどとして気の弱そうな印象の、黒髪の少女。カドケス高等学校飛空科ヴァン・ヴィール組の生徒。自転車でシルクラール湖を散歩中にチェーンが外れ、困っている際にカルエルと出会い、彼に惹かれていく。閉鎖的な環境で育ち、他人と人間らしい会話をした経験に乏しいために周囲とのコミュニケーションが普通にできず、人との会話がおぼつかないが、カルエル達と関わるうちに多少性格が改善され、普通の会話ができるようになった。ヴァン・ヴィール組の男子生徒の多くからペアを申し込まれるほどの美少女だが、本人には自覚がない。カドケス高等学校飛空科へ入学する事前に高度な個人教習を受けており、風を読んだ丁寧な操縦技術で未熟なカルエルをサポートする。初めての恋に一喜一憂し、カルエルと仲を深めていく中、次第にカルエル＝カール・ラ・イールではないかという疑惑を深めていくが、「神様がそんな風に人の運命を残酷に弄んだりなさるはずがない」 という希望にすがろうとする。
貴族子弟の所属するヴァン・ヴィール組の生徒だが、元々は貧民層出身。母と弟がいたが、現在いずれも消息は不明。 幼い頃から風を自由に操る能力を持ち、そのため周囲から「魔女」と呼ばれ周囲の子供から虐めを受ける。6歳の時、悪吏に極限まで追い詰められた母親によりその身を売られそうになり、連行されている最中に能力を暴走させてしまうが、その場を目撃した神父に「聖アルディスタは風の神。あなたが風を操れるのは神に愛されているからだ」と能力を買われ、ニナ・ヴィエントとして担がれる。しかし革命後、幾多もの処刑を見続けるうちに心が疲弊し能力を喪失。その後ルイスの「空を飛び、学校で友人に囲まれ恋をすることで力を取り戻し、その力を「空の一族」との戦闘に利用できるかもしれない」という思惑によって、イスラ計画でニナとしての役割からある程度解放され、本編の物語開始時点からカドケス高等学校飛空科に生徒として通うようになる。「クレア・クルス」としては、ルイス・デ・アラルコンの親戚と偽って移住しており、教師や、護衛であるイグナシオを除いた他の生徒には自分の正体を隠している。

アリエル・アルバス
声 - 竹達彩奈
本作のヒロインの一人。ミハエルの三女。ニックネームは「アリー」。明るく元気で 気の強い性格で、カルエルへの使者と交渉を行い無理矢理イスラに乗り込んでいる。カルエルと同年齢で、誕生日がカルエルより1日遅い6月7日であることからカルエルの義妹とされるが、本人は「義姉である」と主張する。頼りないカルエルのことをいつも叱っており、何かとつけては「ヘタレマザコンナルシスト」と呼んでいるが、カルエルが苦しんでいる時には優しい言葉を掛けるという一面もあり、密かな恋心 を出会った頃から抱き続けている。
カルエルとともにカドケス高等学校飛空科に入学し、センテジュアル組の生徒となる。センテジュアル組の男子生徒の多くからペアを申し込まれるほど人気があり、クレアと共にアイドル的な扱いを受けている。飛空士としては教官のバンデラスから「エース候補」 と評される才能があり、さらに卓越した料理の腕も持つ。劇中では幾度も「アリーメン」と呼ばれるラーメン料理で多くの登場人物を虜にした。
第3巻では「空の一族」との戦闘でカルエルと臨時のペアを組み、ファウスト率いるヴァン・ヴィール組生徒と共闘して戦果を上げるが、「空の一族」側のエース機「銀狐」との死闘の最中に被弾し、左肩に後遺症の残る深手を負う。この後遺症により飛空士としての将来を断たれ、後には整備科へと転科することとなるが、このときの戦闘でカルエルの本心やその成長に触れ、彼を兄として認めるようになる。カルエルに対して苦い失恋の思いを心の内に秘めつつも、物語の終盤までカルエルとクレアの恋路を応援する。

### イスラ

#### カドケス高等学校飛空科
第2巻からカルエル、クレア、アリエルらが通う、飛空士の養成学科の生徒たち。「空の一族」との戦闘が始まってからは戦闘に参加することになり、途中で戦死者を出しつつも、物語の最後までカルエルらと苦楽を共にする。なお劇中で戦死した生徒たちは死後、学生から正規兵（イスラ空挺騎士団正規一等飛空士）へと特進という扱いを受けている。
イグナシオ・アクシス
声 - 石川界人
カドケス高等学校飛空科センテジュアル組の男子生徒で、謎の多い美形少年。亡き母親（声 - 阿部里果）がベナレス出身であり、ベナレス出身を装っているが偽装である。一匹狼のように振る舞い他の生徒と距離を置いている。原作では第3巻で（アニメ版では入学直後から）アリエルと教習上の正規ペアとなるが、最低限のコミュニケーションしか取ろうとしない。アリエルからは「イグナ」というニックネームで呼ばれる。第4巻以降は劇中での経緯から、他の登場人物から「ツンデレ」という渾名で呼ばれるようになる。
その正体は故グレゴリオ・ラ・イールの愛人の子、つまりカルエルの異母兄弟（アニメ版では弟）。革命の前年、不穏分子排除により母親と共にアレクサンドラ宮殿から追放され、その1ヵ月後に母を亡くす。母親を不幸にさせた皇王家一族に復讐をしようと考え、ニナ・ヴィエントを中心とする革命運動に加わる。劇中時点ではニナの近衛兵を務める兵士であり、クレアとして学生生活を送るニナを護衛するために立場を偽って学生の役を演じつつ、皇王家の生き残りであるカルエルに対する復讐の機会を伺っている。物語開始時点からカルエルの素性を知っており、彼を最も苦しめるような弱みを探ろうとしていたが、次第にその不甲斐なさに失望するようになる。やがてカルエルに対し「復讐に値しない相手」という評価を下しつつも、旧知の間柄でもあるニナ（＝クレア）との仲を取り持つため尽力し、第4巻では憎まれ口を叩きつつもクレアの正体を知って失意の底に沈むカルエルに奮起を促したり、カルエルとペアを組んでニナの乗艦を守って戦ったりしている。
学校での成績は不良だが、正体が露見しないための偽装であり、実際は正規兵さえ遥かに凌ぐ凄腕の兵士。第4巻でカルエルとペアを組んで後席に搭乗した際には、「空の一族」との交戦で10機以上の「カマキリ」を撃墜している。物語の結末ではクレアの護衛として「空の一族」の元へと赴くが、シリーズ第4作『とある飛空士との誓約』ではその後の姿が描かれている。
原作小説ではその素性や内面が明かされる第4巻までほとんど登場しない人物だが、アニメ版ではカルエル、クレア、アリエルとともに主要人物という位置づけの人物になっており、原作よりも早い段階から登場するほか、基本的に各話の次回予告を担当している。アニメ版のイグナシオは、原作同様に周囲に距離を取りつつも、一人で頑張っている女性を放っておけない人物という設定で描かれ、カルエルに対して冷たい視線を向ける様子や、原作の終盤で短く言及されていた同級生との交流の詳細が描かれている。原作小説では自らの出自をカルエルに対して明かしているが、アニメ版では去り際にカルエルを「兄」と呼びつつも、自分がカルエルの異母弟であることを明かさないまま別れている。
ファウスト・フィデル・メルセ
声 - 保志総一朗
カドケス高等学校飛空科ヴァン・ヴィール組の男子生徒で、イスラ空艇騎士団団長の息子。自分を置いてクレアとペアになったカルエルに嫉妬し因縁を吹っ掛けるが、皮肉で返されカルエルに敵意を持ち、以後は犬猿の仲。典型的な貴族らしい性格をしており、自分よりも身分の低い人物を見下す一方で、仲間や部下に対する責任感が非常に強い。同級生であるクレアの人物評によれば、陰で努力を積んでおり気遣いもでき、貴族らしい傲慢さも高みを維持する努力の裏返しであるとされる。
第3巻における初の実戦ではヴァン・ヴィール組を率いて「空の一族」を迎撃し、反目していたセンテジュアル組のカルエル、アリエル、ウォルフガング、マルコらとも共闘しつつ、退避行動中も編隊の先頭を務めた。カルエルと互いの健闘を認め合い、わだかまりを超えて戦友としての絆を築くものの、直後に飛来した「銀狐」に撃墜され戦死した。その後、迎撃に参加していた学生はカルエルとアリエルを残して全滅。ヴァン・ヴィール組は戦闘に参加していなかったクレアを除き、最初の実戦で全員が戦死した。
アニメ版では、ファウストとペアを組むヴァン・ヴィール組の男子生徒にはセシリオ（声 - 岩澤俊樹）という名前が設定されている。
ミツオ・フクハラ
声 - 浜添伸也
カドケス高等学校飛空科センテジュアル組の男子生徒。斎ノ国出身。女生徒からは「みっちゃん」というニックネームで呼ばれる。姓の漢字表記は「福原」。やや太り気味の体型で、人柄は温厚そのもの。軍事マニアで、クレアが立ち聞きした難解な軍事の話にも解説を入れられる知識を持つほか、まだ教習で習っていない戦闘知識を実戦に応用する技量もある。教習上の正規ペアとなったチハルとは相性も良く、私的にも恋人のような間柄になっていく。第3巻ではミツオとチハルの視点からのエピソードが描かれ、「戦争で自分や仲間が死ぬことになっても、残った人が悲しみを引きずって挫けてしまっては戦死した人も悲しむ」という死生観をチハルに語っている。
第3巻における初の実戦ではチハルと共に練習機で索敵任務に参加し、「空の一族」の大規模爆撃艦隊を発見する。敵の規模から自分たちの責任の重さを自覚し、陽動作戦にはめられたイスラを守るために触接任務を続け、騎士団の攻撃を援護すべく夜闇に紛れた敵艦隊への照明弾の発射も行った。困難な夜間雷撃を成功に導きつつも「空の一族」の反撃で致命傷を負い、チハルを脱出させた後に囮となり機体ごと爆死した。ミツオの死は、後にチハルやノリアキらの行動に影響を及ぼす。
原作者によれば、ミツオは予定を大きく超えて活躍した登場人物であり読者の反響も大きかったとしており、飛空士シリーズ中でも特に気に入っているサブキャラクターの一人として名を挙げている。
チハル・デ・ルシア
声 - 田野アサミ
カドケス高等学校飛空科センテジュアル組の女生徒。ミツオの恋人。バレステロス出身の父と斎ノ国出身の母を親に持つ。いつも派手な化粧をし、餅を風船ガムのように膨らませて食べている。いつも「〜ッス」という語尾でおどけた態度を取っているが、内心では彼女なりのコンプレックスも抱えており、第3巻ではそのことをミツオに打ち明けている。
物語中盤におけるキーパーソンとも言える役割を担う人物。第3巻ではミツオと共に索敵・触接任務に参加し、困難な夜間雷撃を成功に導きつつもミツオとの死別を経験。その後しばらくは恋人を失った悲しみで塞ぎこむが、ミツオが生前に遺した言葉を皆に伝え、彼女自身もそれを支えに立ち直っていく。「空の一族」との戦争が休戦になった後は飛空科では操縦士を専攻し、最後には正式な戦空機パイロットになる。イスラが崩壊する際にはミツオの墓前に、ミツオと共に叙勲された自らの勲章を捧げ、その後交換で持ち帰ったミツオの勲章を彼の家族の元へと届けた。
ウォルフガング・バウマン
声 - 丹沢晃之
カドケス高等学校飛空科センテジュアル組の男子生徒。ベナレス出身。ニックネームは「ウォルフ」。他の同級生たちと同年齢だが、大柄かつ筋肉質のがっちりした体型で、壮年男性と見紛うような容姿。知り合いに習ったというバレステロス語には強いなまりがあり、作中では鹿児島弁風のなまりとして表現される。大勢の暑苦しい同性たちから慕われている。アリエルからは彼女の麺料理を補佐する職人として一目置かれ、後の戦いではそのことで生還の約束も交しているが、一方で彼女に対しては戦いで死ぬことへの覚悟についても持論を語っている。
第3巻での初めての実戦においてはカルエルやアリエルと共に、ファウストが率いる迎撃隊に参加。その体格を生かして対空重機関銃を武器に用い、エル・アルコン後席で射撃を担当。退避行動中は編隊最後尾を務めた。ファウストらを弄ぶように撃墜した「銀狐」を刺し違えてでも撃墜しようとするが叶わず、アリエルの目の前で撃墜され戦死した。
マルコ・サントス
声 - 本橋大輔
カドケス高等学校飛空科センテジュアル組の男子生徒で、ウォルフガングの正規ペア。ウォルフガングを「兄貴」と呼んで慕っており、名前が明かされるまでは「舎弟その一」などと呼ばれている。原作ではウォルフガングのペアになった経緯は明かされていなかったが、アニメ版ではノリアキとナナコがファウストに因縁を付けられている場をウォルフガングが収めたことに感激し、ペアを組んだという経緯が描かれている。
初めての実戦でウォルフガングと共にファウストの指揮下に入り、前席で操縦を担当。退避行動中に「銀狐」の攻撃を受けて機体が被弾、ウォルフガングの乗る後席が爆発した際に衝撃で機体から投げ出されるが、落下傘が開いた状態で防風林に突っ込んだため奇跡的に一命を取り留める。しかし大怪我のために飛空機械の操縦は不可能な身体となり、退院後は普通科に転科した。
原作小説では第3巻にのみ登場し、容姿についての言及がなく挿絵で描かれる場面もないが、アニメ版では第1話から姿を見せており、丸刈りの少年という姿で描かれている。
シャロン・モルコス
声 - 早見沙織
カドケス高等学校飛空科センテジュアル組の女生徒。ベナレス出身。温厚な性格。早熟で、顔立ちや身体、言動が大人びており、そうした印象から周囲にも頼られているが、幼馴染であるベンジャミンからは、精神的な弱さを抱えつつも無理をして周囲の期待に応えようとする傾向を見抜かれている。ベンジャミンとは教習上の正規ペアでもあり、物語を通して恋人の間柄となっていく。
第3巻での初めての実戦では陸戦で拠点防衛を担当し、その際にはシャロンの視点からの物語が描かれている。初めての戦闘におびえるナナコ、ベンジャミン、ノリアキを叱りつけながら銃撃を行い、窮地に追い込まれて自己犠牲を覚悟するが、寮長のシズカに（アニメ版ではイグナシオに）助けられた。第4巻では戦地に赴くベンジャミンにお守りとして自分のスカーフを渡し、そのことが戦闘中に負傷したベンジャミンを精神的、および物理的に救っている。
「空の一族」との戦いが休戦となってからは飛空科で通信士を専攻、物語の結末では帝政ベナレス空軍飛空第72戦隊付け通信士に就任。
ベンジャミン・シェリフ
声 - 立花慎之介
カドケス高等学校飛空科センテジュアル組の男子生徒。帝政ベナレスのキエラサザード出身。ニックネームは「ベンジー」。眼鏡をかけていて理知的な印象の人物で、いつも自分が理系であることをアピールしており、誰に対しても常に丁寧語で会話をする。幼馴染のシャロンからは勉強以外に取り柄がなく頼りない人物と見られている一方、座学の成績は飛空科でトップで、クレアの見立てによれば、観測員としての能力は正規の飛空士にも劣らないとされる。
第4巻における「空の一族」との戦闘でノリアキと臨時のペアを組んで出撃し、ベンジャミンとノリアキの視点からの物語が描かれる。イグナシオ・カルエルペアと共に砲撃戦観測機の直掩に当たるが、観測機が撃墜されたために代行観測機として「空の一族」側の戦艦に肉薄。右手首から先を失いつつも観測機としての任務を全うし、ルナ・バルコを勝利へ導く。敵戦艦の爆発に巻き込まれ、救出困難な状況からカルエルへと「我に構うな」の手信号を送り、そのことがカルエルの奮起を促したが、聖泉に呑まれる寸前にバンデラスに救助され生還する。帰還後は弾着観測の成功を称えられ、勲章を叙勲している。
「空の一族」との戦いが休戦となってからは飛空科で偵察員を専攻し、物語の結末では帝政ベナレス空軍のキエラサザード防空を担当する近衛航空戦隊飛空少尉として、将校候補で入隊した。
ノリアキ・カシワバラ
声 - 下野紘
カドケス高等学校飛空科センテジュアル組の男子生徒。斎ノ国出身。ニックネームは「ノリピー」。ノリのいい少年で、煩悩に満ち溢れている。自称ラーメンマニアで、その知識はアリエルも認めるほど。
級友たちからは地味な個性をいじられ、「町人」「村人」「通行人」という渾名を付けられる。第3巻では「何を言っても笑って済まされる毒舌のモブキャラクター」という個性で周囲から認知されるようになるが、毒舌が過ぎてミツオと後味の悪い形で死別を経験することになり、以降はミツオへの悔恨や負い目に苛まれることになる。
第3巻での「空の一族」との初の交戦では怯えるばかりで何もできず、自分の臆病さや情けなさを痛感して落ち込むが、第4巻ではベンジャミンと臨時のペアを組み前席で出撃。逃げ隠れは得意 という才能を発揮し、複雑な回避運動をしても空間識失調に陥らず、弱音を吐きながらも雲を利用した敵の撹乱を多用して直掩と観測を遂行する。その後敵戦艦の爆発に巻き込まれ機上で大火傷を負い失神するが、ベンジャミンにより脱出させられ、聖泉に呑まれる寸前にバンデラスに救助される。
「空の一族」との戦いが休戦となってからは飛空科で操縦士を専攻、物語の結末では戦空機パイロットとして斎空軍に入隊。しかし着弾観測を成功に導いた際に授与された異国の勲章を、これ見よがしに胸に下げているような振る舞いから、ナナコに軍隊生活の将来を不安視されている。なお当初の構想では「ナナコのヒモになる」という結末も予定されていたが、没となり採用されなかった。
ナナコ・ハナサキ
声 - 南條愛乃
カドケス高等学校飛空科センテジュアル組の女生徒。斎ノ国出身。黒髪で、挿絵では短いツインテールの髪型で描かれている。皆の妹分的な存在の、噂話が大好きな活発な少女で、カルエルの正体に関わる噂話で核心を突きかけてアリエルを動揺させ、クレアに疑惑のきっかけを抱かせる場面もあった。原作小説では、後になってイグナシオに「ツンデレ」という渾名をつけた張本人となっている。
飛空機で飛びたいという動機から飛空士を目指しているものの軍人志願ではなく、戦争で人と殺し合うことに対しては忌避感を持っている。原作小説では、第3巻で「空の一族」の襲撃を経験したことで戦闘に対しておびえるようになるが、「イスラの旅を綴った小説を書く」という新たな目標を得て第5巻で普通科に転科。第5巻では、後年になってナナコが書いた回顧録からの挿話という形での語りが繰り返され、語り手としての立場も担う。ラストシーンにも登場して物語を締めくくり、その際には19歳で小説を書き始め、イスラの旅を終えてから28年後、47歳で『空の果てのイスラ』という回顧録を出版したという自分のその後を語っている。アニメ版では小説家になるという目標は描かれず、最後まで飛空科に在籍している描写となっている。
ノリアキとは第3巻で一時的に正規ペアを組む間柄。第4巻では迎撃に参加しようとするノリアキの説得を試みているが、彼から「ナナコの小説の中で通行人扱いされるのは嫌だ」という旨の返事と、亡きミツオへの負い目を打ち明けられ、説得できないと悟ると彼を送り出している。アニメ版では最初からノリアキと正規ペアを組んでおり、当初から親密に接する様子が描かれている。

#### 飛空科教員
ホアン・ホドリゴ・バンデラス
声 - 黒田崇矢
センテジュアル組担任教師。「濃厚なダンディズム」 と形容される雰囲気を醸す、暑苦しい印象を与える37歳の男性。生徒からはラストネームで「バンデラス先生」と呼ばれている。生徒に対して威圧的な態度で理不尽に厳しい訓練を課す一方、寝坊の常習犯であったり、幾度も同僚のソニアにセクハラを繰り返しては鉄拳で報復されたりするという一面もあり、当初はアリエルから「ダメ人間」という疑念を持たれることもあったが、生徒からは慕われている。
かつては皇国時代のバレステロスで最強の機動決戦兵団であるアレクサンドラ近衛空挺兵団に所属し、その中でもトップクラスであるパイロット「インペリアルエース」であった。しかし、戦空機による護衛無しの長距離爆撃という愚策を繰り返した少将を批判して殴りつけ、軍事裁判では裁判長による情状酌量と同僚の懇願が認められて銃殺は免れるものの4年間の独房生活を送った後に除隊。本人はその期間のことを「最悪の期間」としており、軍属時代の経歴も含めて周囲に隠している。イスラ航海長のルイスとは海軍練習生であった十代からの腐れ縁で、地位の違いを無視し対等の言葉遣いで話す。
生徒の命を第一に考える教師であり、「空の一族」との戦闘では出撃した学生の救助を無断で行っている。救助した学生1名を抱えながらソニア操縦のエル・アルコンの後席から、攻撃してくる「空の一族」の戦空機を見越し射撃で全機撃墜してみせるなど、インペリアルエースとしての腕は健在。
ソニア・パレス
声 - 内山夕実
ヴァン・ヴィール組教官、27歳。
カドケス高校校長の依頼により、飛空科教員として転職してきた現役の空挺騎士団員。鮮やかな金髪が外見上の特徴の、スタイルが良い女性軍人。劇中では生徒からもファーストネームで呼ばれる。
軍人的気質が強く、生徒に加えてバンデラスに対しても容赦が無い。戦空機パイロットとしても優秀であり、本来は練習機であるエル・アルコンで「空の一族」の単座戦空機を凌ぐ機動性を引き出している。同僚であり元近衛空挺師団員のバンデラスからも「良い腕だ」と評価されている。
第3巻では出撃した学生たちを救出に向かおうとするバンデラスを銃で制止しようとするが、返り討ちにされて無理矢理脅されたという名目で生徒の救出に協力している。このときの戦闘でヴァン・ヴィール組の教え子たちのほとんどを戦死させてしまったことに対する悔恨から、第4巻では学生を捨て駒にするような軍部の作戦に反発し、独断で志願者のみを戦場に送り避難を希望する学生を防空壕へ待避させるという妥協策を取っている。後にそのことで軍法会議にかけられ除隊となり、以降は教師を目指している。

#### イスラ四人議会
イスラの指導者たち。
ルイス・デ・アラルコン
声 - 小杉十郎太
イスラ航海長。他の登場人物からは「提督」と呼ばれている。37歳の男性。長期間航海の技術を持った航海家で、かつては本作の舞台となる地域世界で初めて「聖泉」を発見し、「空の一族」との遭遇を免れて生還した人物。「聖泉」の先にあるものを求めて、イスラの航海を指揮する立場で再び冒険に挑む。ロマンチストであり、生還が叶わなかった過去の探索者に対しても、まだ見ぬ世界を目撃したかも知れない成功者として敬意を払っている。また軟派で女性好きな性格として知られ、過去にはカルエルの母・マリアとの関係も噂されたことがある。
海軍練習生であった十代の頃からバンデラスとは友人である。
ニナ・ヴィエントがクレア・クルスとして学生生活を送るための便宜を図った人物であり、彼女に対しては親身に接している。秘密を隠さずに本人に真実を伝えることが誠意と考えており、クレアに対しても、彼女が風の能力を取り戻し、戦力として利用できる可能性があると考えていることを隠さずに告げている。
レオポルド・メルセ
声 - 屋良有作
イスラ空挺騎士団長。元バレステロス皇国軍元帥だが、「風の革命」ではラ・イール皇家を見切って革命勢力に与している。ファウスト・フィデル・メルセの父親。
平民出身ながら兵学校から元帥まで上り詰めたという叩き上げの軍人ではあるが、頑固で血の気が多い性格でありルイスに言わせると「戦争を愛しすぎている」。風の革命を成功に導きながらもイスラの島流しに遭ったのはその戦争好きが遠因だと言われる。
戦争においては敵が迎撃準備を整える前に決着をつける戦術を得意としており、偵察によって敵に攻撃を察知されたり人員を割かれたりするリスクを嫌っている。他の登場人物からは有能な猛将として一目置かれているが、「空の一族」との初戦では敵の戦力を侮り、拙速を尊ぶ作戦が裏目に出て陽動作戦に陥れられた。劇中ではその後も頑固さが災いして失策を犯したり、飛空科の生徒を捨て駒にするような命令で反感を買ったりする描写が繰り返されている。ウルシラの雇い主でもあり、ニナ・ヴィエント（クレア）が自由な意思を持つことに対して否定的な考えを持つが、第4巻における「空の一族」との長距離砲撃戦の際には、ニナが初めて自分の意思で行った進言を逡巡の末に受け入れている。
アメリア・セルバンテス
声 - 瀧本富士子
イスラ対外防諜・積極諜報・宣伝謀略本議長。役職名が長いため、本人は「外務長」と省略している。若く美しい女性だが、生真面目で、冗談などが通じない。冷静沈着な性格で、血気盛んなレオポルドとは相性が悪くしばしば対立する。洞察力、交渉力、論理的思考力、情報収集力などに長けた人材で、第5巻ではイスラ全権を委任され「空の一族」との交渉に当たった。第4作『とある飛空士への誓約』では、この時の出来事がゼノンに強い印象を残したことが描写されている。第5巻では、歴史的ロマンスを利用すれば世論を動かせることをカルエルに助言し、そのための演出を根回しするなど、第二次イスラ艦隊の結成に貢献した。
原作小説の第3巻ではルイスと共に劇中世界の謎について考察する場の席で、アリエルのラーメン料理（アリーメン）を賞味し、その際のリアクションでルイスを面白がらせている。第5巻では、その経験が「空の一族」の王子マニウスから世界の謎を聞き出すきっかけにもなっている。
マルクス・サンチェス
声 - 前田剛
イスラ財務長官。58歳の男性。イスラの住民は移住時に60歳以下が条件とされており、マルクスが住民中では最年長である。かつてはグレゴリオ・ラ・イール、マリア・ラ・イールとも個人的な付き合いがあり、幼い頃のカルエルと何度か言葉を交わしたこともある。

#### その他
ウルシラ伯爵夫人
声 - 加納千秋
クレアの世話役。実質的には監視人である。痩身に銀縁眼鏡をかけた、神経質な印象を受ける中年女性。権力者の傀儡に過ぎないニナ・ヴィエントが思春期の少女らしい自我を持つことがないよう監視し、彼女が自分らしく振る舞うことを否定的に捉えるよう仕向けることが役割であり、冷徹な態度でクレアに接する。
本作『恋歌』ではその後の様子には触れられていないが、第4作『誓約』にも登場しており、クレアやイグナシオと共に「空の一族」の元へと赴いたことが描写されている。
シズカ・ハゾメ
声 - 佐藤はな
センテジュアル組学生寮寮監。「野を越え山を越え時空も次元も飛び出して任地へ赴く、哀れな一介の派遣労働者」を自称する小柄な女性。皆からは「寮長」と呼ばれている。放任主義なのか、基本的に寮の決まりごとは生徒たちに任せっきり。いつどこにいるか不明だが、神出鬼没で、食べ物がある所には大抵現れる。
原作小説では第3巻における「空の一族」との戦闘にて、窮地に陥ったシャロン、ナナコ、ベンジャミン、ノリアキら4人の寮生を救うために現れ、忍者刀やクナイを武器に「空の一族」の空挺隊員14人を一瞬で殲滅し数分で敵拠点を制圧するなど、人間離れした戦闘力を披露した。著者のデビュー作である『レヴィアタンの恋人』には「羽染静」という同名で描写のよく似た人物が登場しているが、同一人物であるのかスターシステムとしての登場であるのかは明確にされていない。
アニメ版では「派遣労働者」に関する設定は削除されており、戦闘に参加する場面も描かれなかった。原作小説でのキャラクター性が突飛すぎるためにアニメ版では登場させないことも検討されたが、アニメ版では寮生たちを見守る独自の立ち位置が与えられ、戦死者を出して塞ぎ込む寮生たちに寄り添う場面が描かれた。アニメ版の最終回では出自を垣間見せるような、何処かの国家勢力に所属していたことを示唆する描写がされた。

### カルエルの家族
第1巻ではカルエルの過去と旅立ちが描かれ、幼い頃のカルエルの姿と実の両親、そしてカルエルを引き取った育ての家族との交流が描かれている。

#### アルバス家
カルエルを引き取って育てた家族で、アリエルにとっては血の繋がった実の家族。第1巻ではカルエルが引き取られた際の出来事や、旅立ちに際しての別れが描かれ、第5巻ではカルエルが故郷に帰還する場面で再登場する。名前を「〜エル」とする先祖代々の習わしがあり、カルエルという偽名もそれに倣って、本名の名残を留める形で命名された。
ミハエル・アルバス
声 - 松山鷹志
ベラスカスの飛空機械整備工。アリエル達3姉妹の父親で、母親を亡くした娘たちを奔放に育て、牢獄にいたカールを引き取りカルエルと名を変えさせて育てる。生まれつき左目が見えなかったために、飛空士となって「空の果て」を見届けるという夢を諦めた過去を持っており、実母のマリアと「飛空士になる」という約束を交したカルエルに自分の夢を託し、イスラへと送り出した。
2人の息子がいたが、共に赤ん坊の頃に亡くしている。アリエルによれば、妻と2人の息子を亡くしたのは貧困が原因であり、民衆に重税を課していたラ・イール皇家を恨んでも仕方がないような境遇であったとされるが、カルエルにはそのことを全く悟らせることなく育てている。
ノエル・アルバス
声 - 秦佐和子
アルバス家長女。ニックネームは「ノエ」。カルエルが9歳でアルバス家に引き取られた時点では16歳。カルエルを暖かく迎え入れて大変可愛がり、カルエルが元皇子だと知っても態度を変えず、甘やかして育てた。カルエルが「ヘタレマザコンナルシスト」である遠因。他の姉妹同様、ラーメンやカレーライスを得意料理とする。カルエルがイスラに乗り込むことを決意した時点では21歳で、町の機械工との結婚を控えているという言及がある。物語の結末でカルエルが帰還した時点では26歳で、ペドロという名の炭鉱夫と結婚し2児の母となっている。
マヌエル・アルバス
声 - 浜崎奈々
アルバス家次女。ニックネームは「マヌ」。カルエルがアルバス家に引き取られた時点では12歳で、ノエルと共にカルエルを甘やかして育てた。また、ラーメンやカレーライスが得意料理である点も他の姉妹と共通である。カルエルがイスラに乗り込むことを決意した時点では17歳で、街のパン屋の看板娘となっている。物語の結末でカルエルが帰還した時点では22歳、幼馴染でもあるパン屋の息子フランコと結婚し1児の母となっている。

#### ラ・イール皇家
「風の革命」で処刑されたバルステロス皇国の支配者であり、カルエルの実父母。原作小説では、国民の貧困をよそに贅沢な宮廷生活を続けていたことから国民に恨まれていたが、死後には共和制の失敗により、王政時代の方がまだ良かったとして再評価されていることが描写されている。イグナシオにとっては血縁者でもあり、憎悪の対象でもあった。
グレゴリオ・ラ・イール
声 - 松田健一郎
カルエルとイグナシオの実父。元バレステロス皇国皇王。
「風の革命」に伴って失脚。夜間戦空機で家族と共に従兄弟叔父が治める斎ノ国・三ツ浦へ亡命しようとするものの、ニナ・ヴィエントにより近衛師団が壊滅、飛行場も破壊されたために革命軍に捕われる。その後にギロチンで処刑された。処刑の際には「再び諸君が王政を望む日のために、王の血を保存せよ」と、傲慢な表現ながらもカルエルの助命を希望した。
カルエルにとっては遠い存在であったが、威厳のある父として敬っていた。その一方で、女好きであったために正妻であるマリアとは不仲であった。政変の芽を事前に摘むという理由で、正式な妾ではない女性との間に生まれたイグナシオを宮殿から追い出し路上生活へと追いやっており、イグナシオからは憎悪を向けられていた。
マリア・ラ・イール
声 - 天野由梨
カルエルの実母。元バレステロス皇国皇妃。カルエルにとっての愛する母親。風の革命の際、グレゴリオとは異なりすぐには処刑されずにカルエルと共に1か月間投獄され、その後にギロチンで処刑される。獄中では幼いカルエルに対して他人を慈しむように諭し、「皇子だったことは忘れ、普通の人として生きて」「誰も憎まないで」「あなたが許したら、光が闇をぬぐいさる」という言葉を残した。
国民の間に広まる不満や革命運動に対してはあまり関心を持っていなかった。革命勢力により吹聴されたデマにより、国民の間には、タバコを好み男妾を囲ってふしだらな性生活を送る自堕落な女性という、虚偽の人物像が伝わっており、遺体は屈辱的な扱いを受け、死後も人々から侮辱され、そのことがカルエルの悲しみと憎悪を募らせた。カルエルは母の遺言に反してニナ・ヴィエントを母の仇として憎悪し続けるものの、その遺言はカルエルとクレアを引き合わせるきっかけになり、最終的にはクレアの正体を知って苦悩するカルエルの心を救う。

### バレステロス共和国
アメリアーノ辺境公
声 - 手塚秀彰
物語の発端に関わる状況を作り出した人物。かつてニナ・ヴィエント（クレア）を傀儡として擁立し、「風の革命」を陰で操った。彼に処刑されたカルエルの父グレゴリオによれば、ラ・イール皇家に対して百年前のことで復讐の念を抱いていたとされる。民衆を焚きつけたニナの演説の原稿は彼が用意していた。
原作小説では、革命の成功後に旧体制側の政治家たちを次々とギロチン送りにした勢いで、革命後に袂を分かった政敵たちも次々とギロチン送りにし、国民の生活を置き去りにして恐怖政治と腐敗が横行する収拾のつかない事態を招いた。物語開始時点では既に失脚しており、彼自身もまたギロチン送りになることが確実視されている。そのためニナ・ヴィエントは後ろ盾を失ってイスラへと送られることになり、カルエルもまた、アメリアーノの失脚に伴う政変の火種になることを恐れた折衷派によってイスラへと送られることになった。アニメ版では、革命後のバレステロス共和国の政情やアメリアーノのその後については言及されなかった。
ベルトラン・ソレール
第1巻で名前のみ登場。バレステロス共和国の政治家。称号は公爵。元老院では折衷派と呼ばれる派閥に属している。物語開始時点でカール・ラ・イールがカルエルと名を変えてミハエルに育てられたことを掴んでおり、政敵である王政復古派のガスパールがカルエルの存在を突き止めて擁立に動くことを阻止するため、使者を送ってカルエルにイスラ行きを勧めた。使者はカルエルが母親との約束を叶えるために航空科で技術を学んで飛空士になりたがっていることも、ニナ・ヴィエントに実権がなく共和国派の飾りに過ぎないことも、イスラの旅が「島流し」であることも承知しており、それらの事実をカルエルに示した上で取引を持ちかけている。カルエルが取引を受け入れた交換条件として、カルエルとアリエルの学費と生活費はベルトランが出資している。
ガスパール公爵
第1巻で名前のみ登場。バレステロス共和国の政治家。王政復古派と呼ばれる派閥に属し、ラ・イール皇家の遠縁の者を旗印に擁立しようとしているが、求心力の不足に悩んでいる。第5巻では王政復古派のその後について言及されており、共和国の政治が安定を取り戻せず、王政復古を望む声が高まっている状況が描写されているが、カール・ラ・イールの演説後にはその勢いを失ったとされる。

### 神聖レヴァーム皇国
イスラの進路上に存在する、国交のない未知の国家。しかし祖を同じくして共通の神を奉り、空の果てを発見して世界の謎を解き明かすという宗教上の目標を共有しており、イスラと同様に「空の一族」と対立している。前作『とある飛空士への追憶』やシリーズ第3作『とある飛空士への夜想曲』の舞台。
海猫（うみねこ）
第3巻終盤から複数回登場。海猫のノーズアートがペイントされた単座戦空機アイレスVを駆る、神聖レヴァーム皇国に所属するエースパイロット。極めて高い空戦能力を持ち、航空学生達が命を賭しても損傷すら与えられない「空の一族」側のエース機「銀狐」や、その他の大量の敵戦空機、爆撃機を撃墜し幾度と無くカルエルの窮地を救う。
第4巻までは戦空機での空戦シーンが描かれているのみで本人は登場せず、名前が分からないためカルエルからは「海猫さん」と呼ばれているが、前作『追憶』で「海猫」のコードネームを与えられていた主人公、狩乃シャルル本人であることを強く示唆するような描写がなされている。第5巻中盤ではカルエルと邂逅し言葉を交わすシーンが描かれ、最後まで名前は明かされないものの、その際には「海猫」が子供の頃から今までずっと大切に思い続けている「かけがえのない人」への秘密の想いについて語られ、また愛機の機首に描かれている海猫の紋章のことを「一言も会話したことがない親友」に頼まれたものだと語っているが、これについてもそれぞれ『追憶』や、狩乃シャルルが「海猫」の名で登場する第3作『夜想曲』にて該当するエピソードがある。アニメ版では戦場において原作同様の活躍をするものの、本人が姿を見せたり言葉を発したりする場面は描かれなかった。
ファナ・レヴァーム
神聖レヴァーム皇国執政長官皇民議会第一人者。「空の一族」との戦闘で疲弊したイスラに対して書簡を送り、「空の果て」の共同探査や、「空の一族」への共同対処を目的とした同盟を呼びかける。既に宮廷の実権を掌握しており、神聖レヴァーム皇国の実質的な指導者。指導者としての腕は確かで、先見性や実行力に秀でており、イスラ艦隊やバレステロス共和国を含めた3国への支援を迅速に行っている。
前作『追憶』のヒロイン、ファナ・デル・モラルと同一人物。本作では第4巻まで名前のみ登場して書簡でイスラ側とやり取りをする描写が描かれ、第5巻で本人が登場し、「光芒五里に及ぶ」と称される美貌でルイスを畏怖させたと言及されている。
アニメ版では名前のみの登場となっている。
マルコス・ゲレロ
声 - 竹内良太
神聖レヴァーム皇国聖泉方面探索艦隊司令官、旗艦エル・バステル艦長。
前作『追憶』から引き続き登場。イスラにおいての歓談で、ニナ・ヴィエントを「ファナ・レヴァーム執政長官とよく似ている」と評した。

### 空の一族
「空族」とも呼ばれる敵対勢力。第4巻までは人的な交流が行われず、イスラ側にとって得体の知れない、蛮族なのか洗練された文明国なのかも定かではない敵勢力として描写される。原作小説の第5巻では「空の一族」側の人物も登場し、一族側の情勢も描かれている。シリーズ第4作『とある飛空士への誓約』では更なる詳細が明かされている。
テレビアニメ版では「空の一族」側との交渉や人質交換の場面が描かれず、「銀狐」以外の「空の一族」側の人物は登場しなかった。
銀狐（ぎんぎつね）
第3巻第3章に登場した、3機編隊のエースパイロットたち。機体は銀色 であり、操縦席の下に銀狐のペイントが施されていることから、劇中ではカルエルたちから「狐」「銀狐」という通称で呼ばれている。
ファウストの指揮の下、退避行動を行っていたカルエルら飛空科学生のエル・アルコン編隊5機 の前に現れ、彼らを弄ぶような戦い方で次々と撃墜する。ファウスト、ウォルフガングら7人の生徒の命を奪い、アリエルとマルコには飛空士としての将来を奪う傷を負わせ、カルエルを最後の一兵となるまで追い詰めるが、前述のように「覚醒」したカルエルに次々と射撃を回避される。業を煮やした編隊長機がカルエル機の後ろから近距離射撃を行おうとするが、負傷して意識を失いかけながらも乾坤一擲の機会をうかがっていたアリエルの射撃を受けて撃墜される。残りの2機も、直後に登場した「海猫」により撃墜された。
テレビアニメ版では最終回にも1機のみが再登場しているが、カルエルにより撃墜されている。
バシレウス・アウディカス
「空の一族」の第一飛空要塞「スコルピウス」司令官。「空の一族」以外の種族を見下しており、直情型で好戦的。接触してきたイスラ側の大使に対し、攻撃的な態度をとる。
ゼノン・カヴァディス

「空の一族」の外務尚書省次官。柔らかそうな人懐っこい雰囲気を持った人物であるが、その本質は狡猾。外交手腕はかなりのもので、イスラ側の大使と休戦の交渉のすべてを任されている。
第4作『誓約』にも登場しており、本作での苦い経験を述懐する場面も描かれている。
マニウス・シードゥス
「空の一族」の第二王子。17歳。一人称は「余」。空族王の妾の息子であり、王位の継承権第二位。劇中でのゼノンの説明によれば、空族王の本妻の息子が「ぼんくら」なのとは対照的に俊才であり、彼を次期王にしようという勢力も「空の一族」内部に存在しており、王の取り巻きにとっては邪魔な存在であるとされる。
原作小説では、ニナ・ヴィエントと「親善大使の交換」という名目で、安全保障のための人質交換としてイスラに移住。バレステロス語を短期間で習得するなどその俊才ぶりを示す一方で重度の娯楽不感症であり、イスラの文化や人間を見下しきった態度をとり続けた。「余を楽しませたら教えてやる」とこの世界の謎を全て知っていながらイスラへの情報開示を拒み続けたが、アリーのラーメンにより陥落、世界の真の姿をルイスに教える。その後アリーメンやアリエルを気に入ったそぶりを見せ、イスラの旅が終わった後は第二次イスラ艦隊に同道していることが『誓約』で描かれている。

## 登場兵器・飛空機
他のシリーズ作品同様、劇中で「飛空艦」と呼称される空飛ぶ艦船や、「戦空機」と呼称されるプロペラ式の戦闘機が登場する。これらの艦船や航空機の動力には、前作『追憶』と同様に架空の エネルギー源である「水素電池」が用いられており、着水して海水を取り込むことで電力を補充することができる。

### イスラ
本作の主要な舞台となるイスラや、その母国のひとつであるバレステロス共和国では、ローター式の垂直離着陸機が広く普及しているという描写になっている。飛空艦の防御力では戦空機による攻撃を防ぎきれないため、戦空機の戦力を重視した空戦ドクトリンを持つ 一方、バレステロスでは騎馬による一騎討ちの風習の名残から、複座式の戦空機同士が互いの手持ちの火器で撃ち合うような戦いが騎士道精神に基づく「誇りのある」戦いとして好まれており、劇中ではそうした設定を反映した機体が複数登場している。
劇中では、前作『追憶』の舞台である神聖レヴァーム皇国に属する登場人物からティルトローターを物珍しがられたり、また第4作『誓約』の主要な舞台にもなっている「空の一族」側の戦空機の機首に取り付けられたプロペラ同調装置に対して、カルエルが「手品」「卑怯な装置」と評する場面が描かれるなど、同一シリーズの他作品で描かれる地域との技術格差や様式の違いが描かれている。
ルナ・バルコ
イスラの旅に同行し防空任務の一端を担う、バレステロス共和国所属の超弩級飛空戦艦。6基の揚力装置で飛行する。全長約260m、着水時の総排水量約65000t。武装は射程距離30000mを越える46センチ3連主砲塔6基、15センチ3連副砲塔2基、対空砲塔12基24門、対空機銃58基174門、艦底部に対空砲塔4基8門、対空機銃5基15門。単に「ルナ」という略称で呼ばれる場面もある。
劇中では「イスラの守護神」とも形容され、その戦力は登場人物たちから大いに信頼されている。第3巻では「空の一族」の陽動作戦に陥れられてイスラから引き離されてしまうが、戻ってきた後は「空の一族」に決定的な打撃を与える活躍をした旨の短い描写がある。第4巻では「空の一族」の戦艦との砲撃戦が主要な登場人物たちの活躍を交えて詳細に描かれ、敵主力艦を撃沈するも、その後の戦闘で大破する。戦闘不能状態となり撃沈寸前に陥りながらも、辛うじてイスラ前方のシルクラーク湖に着水。戦死者の遺体や弾薬などを搬出し、着底状態で安置される。
原作小説の挿絵では、現実における第二次世界大戦期の戦艦に似た姿で描かれている。アニメ版ではデザインが大幅に変更され、現実の艦船とは大幅に異なる姿となっている。
エル・アルコン
カドケス高校飛空科で練習機として使用されるタンデム複座の水上戦空機。物語冒頭から終盤まで、主人公であるカルエルをはじめとする主要登場人物たちの乗機として登場する。
両翼のローター部を垂直に傾けることで垂直離着陸、水上発着・水上発電が可能な双発機で、小回りが利いた運用が可能な機体。原作ではティルトローター式の機体として描かれている。劇中では飛空科の学生達がこの機体を用いて実戦に参加することになるが、正規戦空機に対しては速度性能と運動性能で劣っており、対抗するにはティルトローターを使用した変則的な空戦機動や編隊行動を駆使するか、非常に高度な操縦技術で性能の不利を補うほかない。
最高速度は350km/h、上昇限界高度は3500mとされ、訓練を積めばこのスペックを引き出すことができるが、未熟な訓練生では高度2500m程度が限界。固定武装は持たず、空戦時には後部席搭乗者が対空機関銃や対空ライフルなどの火器を手持ちで使用する。後席は回転式であり、通常のタンデム配列と、背中合わせの配列の両方が可能。後席には風防など防護装備もないが、後席搭乗者は機体の前後双方に対しての射撃を容易に行える。
アニメ版ではデザインが変更されてティルトウィング式となり、翼全体を垂直に立てて空気抵抗を受けることによって空中での急減速が可能であるという設定が追加されているほか、尾翼配置がV字尾翼となり、着陸装置が固定式とされている。また、後席が前席から分離され、前席よりも一段高い位置に設置されている。後席を取り囲むようにリング状の手摺があり、ここに銃を固定して射撃を行う。
ラガルディア
イスラ空挺騎士団に60機が配備されている複座水上戦空機で、エル・アルコンと同じくローター部を垂直に傾けることで垂直離着陸が可能。練習機であるエル・アルコンよりも出力や防御力に優れており、劇中でも高度5000mまでの上昇を行っている描写がある。正規戦空機でありながら固定武装を持たないが、水上発着・水上発電が可能という点で融通が利くため、前途に何があるかわからない探索飛行では重宝されている。劇中では全編を通して正規兵の機体として活躍する。
外観は原作小説の挿絵では描かれておらず、アニメ版が初出。アニメ版ではエル・アルコンと同様、翼全体を傾斜することができるティルトウィング式の機体として描写されている。エル・アルコンをやや大きくしたような外観だが、前席は密閉式の風防で覆われていること、着陸装置が引き込み式であること、尾翼が下向きV字尾翼であること、エンジンポッドの後ろには方向舵らしき翼があり、さらにポッド外側には上反角のついた外翼があることが異なる。
マキナ・デオ
イスラ空挺騎士団に20機が配備されている単発単座の戦空機。ラガルディアが制空などでイスラから離れた場所での戦闘に使用されるのに対して、マキナ・デオはイスラ直援機として位置づけられている。操縦桿は軽く繊細な反面、機動性などの戦闘力は練習機であるエル・アルコンの比ではない「暴れ馬」であると描写されているが、他の機種とは異なり離着陸に滑走が必要であり、さらに着水機能を持たないため水上離着陸・水上発電が出来ない点で不利とされている。固定機銃を装備しているため格闘戦性能に優れるが、騎士道精神的な視点から固定武装を「野暮ったい」と評され好まれておらず、また「空の一族」の機体と異なりプロペラ同調装置を持たないため搭載機銃は主翼部のみ。
原作小説では、第3巻終盤で襲撃してきた空の一族の主戦力と交戦している。第5巻では、「空の一族」との戦いを終えたカルエル、ノリアキ、チハルら3人の飛空科生徒が正規飛行士としての最終訓練を受ける場面で、この機体に搭乗している。テレビアニメ版では第7話に名前のみ登場し、姿は描かれなかったが、マエストラのベース機となったという設定が加えられている。
複座艦上雷爆撃機
イスラ空挺騎士団に約150機が配備されている雷爆撃機。愛称は不明。
対空ロケット弾に類似したプロペラ推進式の無誘導対空兵器「空雷」を主に運用し、対空雷撃および爆撃を主任務とする機体。空の一族のイスラ襲撃の際には全機が出動し、囮艦隊を殲滅した。
アニメ版ではイスラ汎用爆撃機という名称で、ラガルディアをベースにエンジン出力の増強が図られ、積載量が向上した三座の多目的機という設定になっている。ほぼラガルディアと同じ形状として描かれているが、風防は三席全てを覆う密閉式、尾翼はY字型に3枚が配置されており、無線通信機のアンテナ線が外部に露出している箇所が相違点である。空雷もしくは爆弾を最大2発まで装備し、急降下爆撃、水平爆撃、雷撃のほか偵察任務もこなす。

### 空の一族
イスラと敵対する「空の一族」（空族）の戦力。イスラ側と「空の一族」とでは空戦のドクトリンが異なり、空母型の飛空艦を主戦力ではなく大型爆撃機の護衛として配置したり、敵戦力を分散させつつ敵本拠地に本隊を突撃させて決戦を仕掛けたりといった、イスラ側の発想を超えた戦術を用いる。第3巻では、第1の陽動である囮艦隊と第2の陽動である囮爆撃機編隊でイスラ側の主力を引き離し、その後に本隊を投入している。第4巻では飛空艦同士の砲撃戦の後、「空雷艇」と呼ばれる小型艇や爆撃機による物量戦を仕掛けている。
シリーズ第4作『とある飛空士への誓約』では、これらの機体につけられた愛称も登場しているが、本作では物語終盤まで「空の一族」側との交流が描かれず、正式名称不詳の機体として登場する。以下のうち劇中での呼称が一定ではないものについては、テレビアニメ版の公式サイトの機体解説で用いられている呼称 を表記する。
カマキリ
「空の一族」の単発単座・低翼単葉の戦空機。「カマキリ」は、細身な機体からイスラ空挺騎士団が付けたコードネーム。エースパイロットである「銀狐」の乗機でもある。
両主翼に2挺ずつ機銃を装備するほか、機首部にも機銃を装備。基本的な性能はイスラ側のマキナ・デオと同等とされ、固定機銃であるため敵機と首尾線を合わせなければ攻撃を当てることができないが、機首の機銃はプロペラ同調装置を装備しているため、機体前後軸付近からの射撃をプロペラ越しに行える。そのため、同調装置を持たないイスラ側の戦空機との空戦では圧倒的優位な格闘能力を示し、特に反航戦を得意とする。
アニメ版では過給機を備えた高出力液冷エンジンを搭載した、高速を生かしての一撃離脱戦法を得意とする機体であるという設定がされている。また、「銀狐」機についても、翼幅が狭く、過給機用のエアインテークが機首右側面に追加されているという、通常機との差異が設定されている。
防御力は皆無で小銃弾が1発当たっただけで爆散している。
単葉高翼機
第2巻第3章に3機が登場した、高翼単葉の古めかしい戦空機。イスラ側が初めて遭遇した「空の一族」の機体。哨戒機としてイスラ地表面を撮影していた ところを全機が撃墜されたが、うち1機は生存していた搭乗者が捕らえられ、別の1機の機体からは海図などが回収された。劇中においてアメリアはこの前時代的な機体を、イスラ側に「空の一族」側の戦力を見誤らせるための罠であると看破したが、彼女と対立するレオポルドはその罠に陥れられている。
アニメ版では高翼単葉という特徴に加え、固定式の着陸装置を持ったエンテ型・推進式のプロペラ機というデザインで描かれている。囮艦隊の直掩機としても登場している。
木造戦艦
第3巻第3章に2隻が登場した囮艦隊所属の戦艦。木造で、帆船のような外観を持ち、舷側に突き出した18センチ砲を主砲とする旧式艦。揚力装置は錆びかけたまま放置されている。後に登場する「空の一族」の艦艇とは大きく異なる姿で描写されており、テレビアニメ版では、これら囮艦隊の艦艇は他国家から鹵獲された艦艇の可能性があるという解釈でデザインされている。
他の囮艦隊艦艇と共々、イスラ空挺騎士団の雷爆撃機により撃沈されるが、貧相な装備はイスラ側に「空の一族」側の戦力を見誤らせ、陽動の役割を全うした。アニメ版では、あまりに装甲が脆弱なためにイスラ側の徹甲榴弾では信管が作動する前に船体を貫通してしまい、有効な打撃を与えず撃墜に手間取るという描写がなされている。
木造空母
第3巻第3章に2隻（アニメ版では1隻）が登場した、囮艦隊の所属空母。 木造の甲板は継ぎ接ぎだらけで、前甲板は損傷したまま放置されている。搭載機種は複葉機。
他の囮艦隊艦艇と共々、イスラ空挺騎士団の雷爆撃機により撃沈される。
木造駆逐艦
第3巻第3章に8隻が登場した、囮艦隊の所属駆逐艦。
他の囮艦隊艦艇と共々、イスラ空挺騎士団の雷爆撃機により撃沈される。
大型爆撃機
第3巻第3章に登場した、囮爆撃機編隊を構成する超大型爆撃機。全24機という大規模な編隊を組む。また、第3巻序盤でもそれらしき機体全49機が他の大規模な航空機群と共に飛行しているところを、聖泉近くの島の先住民に目撃される場面がある。「フグにも似た胴体」と形容されるずんぐりとした形態を示し、全長約60m、全幅約100m、全高約25mという巨体を誇り、機体全体にハリネズミの如き武装が施されている。ミツオとチハルは、イスラを火の海にできる火力を持っていると評価している。ミツオの命を賭した照明弾と、照明弾による支援を受けたイスラ空挺騎士団の複座水上雷撃機により全機が撃墜されるが、囮艦隊と囮爆撃機による、時間差のある二重の陽動という役割は全うした。
原作小説の挿絵とアニメ版ではデザインが大きく異なる。原作ではMe323を大型化したような4発機だが、アニメ版では大面積の主翼と胴体が一体化した6発機として描かれている。尾翼は共にH字である。
飛空母艦（爆撃機編隊所属）
第3巻第3章に登場した囮爆撃編隊に所属する空母。超大型爆撃機24機とこの空母1隻で爆撃編隊を組む。味方爆撃機の護衛専用と位置づけられており、搭載機は直掩戦空機のみ。上甲板と下甲板に挟まれた狭い空間から発着艦を行う。技術レベルはイスラ側の戦力と遜色ないか、それ以上とされる。イスラ空挺騎士団の複座水上雷撃機により撃沈される。
劇中で爆撃機と同じ速度で航行しており、アニメ版の公式サイトでは、軽量化を図った超高速飛空母艦であるという解説がされている。原作小説ではその姿を「葉巻型」と形容されているが、アニメ版では角張った箱のようなデザインで描かれている。
浮遊空要島 / 飛空要塞
第3巻終盤、及び第4巻後半に登場。イスラと同等以上の規模の「空飛ぶ島」。囮艦隊、囮爆撃機編隊による陽動でイスラから防空戦力が出払った所に、満を持して登場した空の一族の「本当の主力」。建築物は殆どが飛空場などや弾薬庫など軍事施設であり、イスラのそれを遥かに上回る強大な航空戦力を保有する。第3巻序章では2つの「島」が登場しており、うち1つが第3巻終章でイスラと交戦。第4巻にも同規模 のものが登場している。いずれかが後述の「第一飛空要塞スコルピウス」であるかどうかは曖昧な描写になっている。アニメ版では1つしか登場しておらず、外観も原作小説の挿絵とは異なっている。
飛空戦艦（主力）
第4巻に登場した艦隊の主力である超弩級飛空戦艦。全長約230mで、主砲は46センチ3連砲塔3基。8基の揚力装置により飛翔する。ルナ・バルコに対して有利に砲撃を行っていたが、ベンジャミンとノリアキの観測代行を受けたルナの砲撃により撃沈される。
アニメ版では3基の砲塔と巨大な衝角を備えた姿で描かれている。
巡空艦
第4巻に登場した艦隊に所属。重巡空艦と軽巡空艦が1隻ずつ登場。砲撃戦で煙幕を炊き、ルナ・バルコの弾着観測を妨害した。ルナ・バルコにより飛空戦艦が撃沈された後に続けざまに撃沈されている。
空雷艇
第4巻第4章に登場。「飛空潜水艦」とも呼ばれる、3人乗り程の小型飛空艇。聖泉の地の利を生かした兵器であり、「聖泉の中」という大量の水しぶきを受ける状況下を飛行可能。14ミリ機関銃と空雷をそれぞれ1つ装備している。
劇中では数百隻が登場し、飛空戦艦との砲撃戦で手負いのルナ・バルコを、急降下爆撃機と挟み撃ちの物量攻撃で苦しめる。10隻程がルナ・バルコに打撃を与えているものの、最終的には全てルナ・バルコの対空砲と、風呼びの力を取り戻したニナ・ヴィエントにより撃墜される。
アニメ版には登場せず、空雷艇の役割も急降下爆撃機に統合されている。
急降下爆撃機
第4巻第4章に登場。250kg爆弾を装備運用する急降下爆撃機。通常艦艇に対する急降下爆撃では、海面への衝突を避けるために海上数百メートルで爆弾を投下し、直後に急激な引き起こし動作を行う必要がある。そのため、投下から着弾までにラグがあり回避が可能である。しかし飛空艦艇に対する急降下爆撃では、海面への衝突を考慮する必要が無く直前まで狙いを定め、近距離での爆弾投下が可能なため、回避は困難であると言及されている。
劇中では60機が登場しルナ・バルコに致命傷を与えたが、風呼びの力を取り戻したニナ・ヴィエントと、駆けつけたエル・バステルの攻撃により撃墜されている。
アニメ版では原作小説の第3巻第4章に該当する場面にも登場。逆ガル翼・複座・固定脚という デザインで描かれている。
第一飛空要塞スコルピウス
第5巻に登場。バシレウス・アウディカスを司令官とする、武装の施された「空飛ぶ島」。建築物はほとんどが砲台、飛空場、格納庫、弾薬庫などの軍事施設であるが、瀟洒な迎賓館や舞踏館も建設されている。軍人以外にも、楽団などが居住している様子が描かれている。
アニメ版には登場しない。

### 神聖レヴァーム皇国
前作『とある飛空士への追憶』や第3作『とある飛空士への夜想曲』に登場する艦船や航空機が登場し、本作の主要登場人物の窮地を救う活躍が描かれている。
エル・バステル
神聖レヴァーム皇国聖泉方面探索艦隊旗艦。大きさはルナ・バルコとほぼ同じであり、46センチ砲を主砲とする。
前作『とある飛空士への追憶』の終盤に登場し、同作において狩乃シャルルとファナの別れの場面に立ち会った飛空艦。第4巻ではファナ・レヴァームが約束した目印の旗を掲げて撃沈寸前のルナ・バルコに加勢し、「空の一族」の戦艦、爆撃機編隊などを全て撃墜した。その後、イスラ軍港に入港。この艦艇を通して、本作『恋歌』と、前作『追憶』の2作に登場した国々が初めて交流を持つことになる。第二次イスラ艦隊にも同行している。
テレビアニメ版では三対の後退翼状の構造物を備えた姿で登場しており、『追憶』の原作挿絵とも、劇場版のデザインとも大幅に異なる姿で描かれている。
アイレスV
神聖レヴァーム皇国の単座戦空機。機体上部は青灰色、下部は銀色の塗装がなされており、カルエルの第一印象ではイスラ側のマキナ・デオと似ているが、全体的により洗練された造型であると言及されている。第3巻では「海猫」の乗機 として登場し、第4巻終盤からは複数機が登場して探索艦隊の直掩としての役割も担った。
テレビアニメ版では機体上部が青色、機体下部が白色に塗装され、楕円翼、涙滴型キャノピー、1対のベントラルフィンを備えた機体として描写されており、『とある飛空士への夜想曲』下巻の口絵とは異なる姿となっている。
『とある飛空士への夜想曲』の終盤で、主人公千々石のライバル「海猫」の乗機として登場したほか、シリーズ第4作『とある飛空士への誓約』にも引き続き海猫の乗機として登場する。
ガナドール
第5巻に登場。神聖レヴァーム皇国の正規空母。「空の一族」との戦いが休戦を迎えた後、イスラの旅に同行する。

### 帝政天ツ上
前作『とある飛空士への追憶』や第3作『とある飛空士への夜想曲』に登場した国。劇中では物語の終盤、聖泉を抜けて神聖レヴァーム皇国に寄港した後、再び空の果てを目指して旅立ったイスラ・レヴァームの合同艦隊を見送るため、1個編隊が姿を見せたという短い言及がされている。アニメ版では原作第5巻の内容が大幅にカットされた関係で登場しない。
真電改(しんでん かい)
天ツ上空軍の単座戦空機。前作『追憶』に登場した「真電」の改良型。本作中では「中央海戦争」の末期にアイレスVと死闘を繰り広げた、機体尾部にプロペラを持つ戦空機であるという短い紹介がなされている。第3作『夜想曲』では終盤において主人公らの乗機として登場する。

### バレステロス共和国
エル・アギラ、デ・カルドナ
第1巻第1章に登場。旧バレステロス皇国近衛師団所属の重巡空艦。いずれも排水量14000t、全長110m。「風の革命」の際、ニナ・ヴィエントの風に艦隊行動を乱されたところを、革命勢力側の航空戦力によって撃沈された。
マドレディオス
第5巻終章に登場。イスラの旅を終えて故郷に帰還したカルエルに対し、当面の間の専用機としてルイスが貸し出したバレステロス共和国の複座戦空機。エル・アルコンやラガルディアと同じくティルトローター式の双発機。30mm機銃4門を機首に備え、最新式水素電池スタックを搭載。水上フロートを持つが最高速度は400km/hを超える。上昇高度は8500m以上。劇中では育ての父であるミハエルに、カルエルが自分の成長を見せるために操縦した。
アニメ版では登場せず、「ルイスから貸し出された機体」はマエストラ、「カルエルがミハエルに成長を見せるために操縦する機体」はエル・アルコンに変更されている。

### 第二次イスラ艦隊
物語のラストシーンで、カルエルらがニナ（クレア）を取り戻すための旅へと出発する場面に登場。艦隊の目的は「空の一族」の武力制圧ではなく、軍事力を背景に相手を交渉の席に着かせることとされる。「空の一族」の首都プレアデスを3日で制圧できる戦力を有すると目され、カルエルらがクレア奪還の成功を確信している描写が描かれるが、本作では戦闘の様子は描かれない。出帆式の時点での戦力は飛空艦艇300隻以上、輸送船2000隻で、主要な大型飛空戦艦だけでも15隻、90機以上の艦載機を搭載した正規空母が18隻、軽重合わせた巡空艦が100隻以上、無数の駆逐艦と飛空機が随伴している。前回のイスラの旅での経験を元にコストや必要物資量についても万全の準備が整えられており、バレステロスからは大瀑布を越えずに聖泉に到達可能であることから、物資輸送は水上高速輸送艦艇が担う。出発後はこの戦力に加え、神聖レヴァーム皇国からの派遣艦隊が合流する予定となっている。
第4作『とある飛空士への誓約』にも登場する。アニメ版最終話では、『誓約』に登場する以前の時点での「空の一族」との交戦の場面が描かれた。
サン・アブリール
旗艦を務める飛空戦艦。全長230m、着水時の排水量55000t超、ルナ・バルコを超える50センチ主砲を8門装備している。後部甲板はカタパルトを備えた飛行甲板。
マエストラ
新イスラ空挺騎士団の最新鋭艦上戦空機。機首に原動機を装備した単発機であり、垂直離着陸性能は持たない。
作中では旗艦サン・アブリールに配備されたカルエル機のみが描写され、他艦艇への配備状況や配備数などについては言及がない。オーバーブースト使用時の最高速度は700km/hを超え、上昇高度は8000m以上。
アニメ版では、「空の一族」との交戦結果や神聖レヴァーム皇国との技術交流を踏まえ、マキナ・デオをベースに開発された機体という設定がなされている。

## 世界設定
劇中の世界においては他の天体が球形であることが観測されていることから、人々はこの世界が宇宙の中の小さな星の一つに過ぎず、世界は球体であるという世界観を抱いているという設定である。その一方、いくら高度を上げても水平線には湾曲が観測できず、どれだけ南下しても気候が変化せず、長距離砲撃戦でも自転によるコリオリの力が働かないことから、ルイスなど一部の登場人物は世界が平面である可能性を指摘しており、世界の姿を解明することがイスラによる冒険の最終目的となっている。物語の最後では、劇中の世界は次元を隔てる光の壁に囲まれた、ウェディングケーキのように階段状になった海の中に大陸が浮かぶ、自転も公転もしていない平面世界であったという結論が描かれている。
劇中では世界をこのような姿にした創造神の存在についても言及されており、人工的に作られた世界であるかのようにも解釈できる描写となっている。ただし作者の犬村はこの設定について、SF的な考証に耐えるようなものとしては設定しておらず、どのような仕組みでこのような世界になっているのかは不明だが、ただそのような形で存在している現実だけがある、という答えしか用意していないと説明している。
原作者によれば、主人公が暮らす物語の舞台はスペインをイメージしているとされ、主人公の故郷であるバレステロス共和国の描写などに反映されている。

### 登場勢力
イスラ
本作の主要な舞台。旧バレステロス皇国によって捕獲された空飛ぶ島に付けられた名前。「空の果て」探索のために利用されるに伴い、居住区、軍事施設、武装、推進装置、操舵装置などが整備された。バレステロスが探索計画の主要な役割を担っていることから、バレステロス語が公用語として用いられ、街並みもバレステロスのものが基調となっている。一方、斎ノ国から移植された桜並木が存在するなど、他国文化も一部取り入れられている。
詳細は「#物語の背景」の項を参照。
空の一族
本作における主要な敵として登場する勢力。劇中では専ら「空族」と略される。宗教的な背景から聖泉周辺の領空を主張しており、聖泉を通過し「空の果て」を目指そうとしているイスラと対立する。本作の舞台となる地域では彼らとの国交がなく、実在も定かではない神話上の存在となっており、バレステロスの神話では「空に住まい、雲と風を統べる、天空の統治者達」、ベナレスでは「聖泉の入り口を守る守護天使」、斎ノ国では「天国に至る門の番人」として語り継がれている。劇中では物語の終盤まで詳しい実態や文明・文化の水準が明らかになっておらず、イスラの空挺騎士団長であるレオポルドは彼らを未開の蛮族と決めつけ、問答無用で偵察機を撃墜して戦端を開いてしまう。
実際には高い文化水準と技術レベルの高い軍事力を持った国家で、聖泉のみではなく、世界のあらゆる場所に飛び石のように勢力圏を持つ。空中都市プレアデスを首都に定めており、政治形態としては王制を敷いているものの議会の権限が強い、大統領制に近い政体を敷いている。超大型爆撃機、正規空母、飛空戦艦、最新鋭単座戦空機、そして「空飛ぶ島」などの航空兵器を大量に保有しており、戦力の分散や囮戦法、煙幕を用いた撹乱など戦術、戦略共に長けている。飛空要塞に迎賓館や舞踏会場を建設するなど、武力のみではなく文化的にも高い発展を示していることが描写されている。ギリシャ語やギリシャ神話由来の地名、人名が多い。
一方で強い宗教的信条を持っており、余所者を「下段に住むもの」と見下し、聖泉に近づく者に対して無条件で攻撃を加えて殲滅する。利益ではなく信条のために戦うため、極めて攻撃的。聖泉周辺海域の島に住む者たちにとっては絶対的な恐怖と服従の対象とされている。
第4作『誓約』では「ウラノス・ヴァシリシャス」という正式な国名が明かされており、主要な都市を浮遊島の上に築いていること、聖アルディスタを信仰しつつも教義の異なる勢力を異端視していること、世界各地に練度の高い密偵や工作員を送り込んでいることなど、さらなる詳細が語られている。
バレステロス共和国
カルエルやアリエル達の母国。首都はアレクサンドラ。「聖アルディスタの種子」より生まれた国とされる。人名、地名、飛空機や艦艇の愛称はラテン系で、特にスペイン語由来のものが多い。空飛ぶ島「イスラ」を鹵獲したことから、イスラ計画の中心的役割を担っている。
旧国号は「バレステロス皇国」。風の革命により共和制へと移行した。平面世界の最上段に位置する。
斎ノ国
ノリアキ、ミツオ達の母国。平面世界の最上段に位置する、バレステロスの隣国。「ラーメン」「箸」といった日本的文化を持ち、人名は日本語由来。テレビアニメ版第13話では、漢字かな交じり文の日本語が新聞に用いられていることが確認できる。新聞では縦書きと共に左横書きが使用されているが、駅構内の標識には右横書きが使用されている。国民の特徴として、バレステロスの者に比べてやや華奢な肉体や、薄桃色の肌が挙げられている。
テレビアニメ版第13話では、棚田、合掌造りがミツオの実家周辺の農村風景として描写されたほか、ノリアキとナナコが蒸気機関車に牽引される客車を帰郷に利用する様子などが描写されている。
帝政ベナレス
ウォルフガング、シャロン達の母国。バレステロス・斎ノ国とは大瀑布をはさんで相対しており、平面世界の上から2段目に位置する。人名はゲルマン系であり、英語由来のものとドイツ語由来のものの双方が見受けられる。首都はキエラサザード。国民の特徴として、やや浅黒い肌の色が挙げられている。
神聖レヴァーム皇国
前作『追憶』や第3作『夜想曲』の舞台にもなった国家。聖泉を挟み、バレステロスとは反対側に位置する。イスラにとっては未知の勢力だが、「聖アルディスタの種子」から生まれた祖を同じくする国で、レヴァーム語とバレステロス語は方言程度の違いしかなく、会話に通訳を要さない。平面世界の上から2段目に位置する。
帝政天ツ上
前作『追憶』や第3作『夜想曲』の舞台となった国家。日本がモデルとなっている。大瀑布を挟んで神聖レヴァーム皇国と相対している。平面世界の上から3段目に位置する。神聖レヴァーム皇国とは激しく対立し、『夜想曲』で描かれた「中央海戦争」を含む二度の大戦を経験している。
イスラが天ツ上の沖合を通過した聖暦1861年時点では、レヴァームとは休戦状態 であるためイスラは天ツ上上空の航過が認められず、公海へと大回りをして旅を続けることになる。イスラの旅が終わった28年後の時点ではレヴァームとは同盟国となっている。アニメ版には登場しない。

### 地名
シルクラール湖
イスラ前方にある湖。湖畔に住民居住区「センテジュアル」やカドケス高校学生寮がある。この湖の湖畔でカルエルはクレアと出会い、後に正体を知るなど、劇中で幾度も物語の舞台となる。
空の果て
世界創世神話で石畳が創り出した、水が落ちない工夫のこと。人間たちから空の果てがどこにあるのか尋ねられた聖アルディスタは、その目当てとして不動星エティカを創り出したとされる。
その真の姿は、大気圏と宇宙を隔てる事象の境界面で、物質の終わる場所。高さおよそ1万mにわたってオーロラのように発光しており、境界面に到達したあらゆる物質は崩壊し、石畳に還る。
大瀑布
海を切り裂く、高低差1300mの巨大な滝。世界創世神話で、降り続ける雨を受け止めるために切り裂かれた石畳の段差のこと。全部で2つあり、世界は聖泉、バレステロス、斎ノ国のある1段目、神聖レヴァーム皇国、帝政ベナレスのある2段目、帝政天ツ上のある3段目で構成された平面。
聖泉
世界創世神話で、石畳によって打ち上げられる雨のこと。世界の中心とされる。物語開始時点から遡ること6年前、航海家ルイス・デ・アラルコンにより初めて実在が確認された。海全体から海水が噴水のように吹き上がっており、明確な海面が存在しない。そのため、飛空艦艇や飛空機の着水が不可能である。
空中都市プレアデス
「空の一族」の首都。第5巻で名前のみ登場し、「親善大使の交換」という名目でクレアが赴いた。クレアの護衛としてイグナシオを含む近衛兵20名が同行し、物語の結末でカルエルらが第二次イスラ艦隊と共に向かった先としても言及されている。
第4作『誓約』にも登場し、物語冒頭の説明で、全長55キロメートル、幅24キロメートルの大きさを有する空飛ぶ島の上に築かれ、政治、軍事、都市機能を備え、電気や上下水道などの近代的なインフラを完備した、人口500万人の要塞都市であるという具体的な描写がされている。アニメ版の最終回では飛び梁のついた高層ビルが立ち並ぶ都市風景が描写されている。

### 用語
イスラ空挺騎士団
イスラ防空を担当する航空戦力。戦空機80機(マキナ・デオ20機、ラガルディア60機)、複座艦上雷爆撃機約150機の約230機を保有している。
カドケス高等学校
イスラに校舎のある、飛空科を持つ学校。飛空科の生徒は男子34名、女子14名。
飛空科には、貴族の子女が在籍するヴァン・ヴィール組と、平民が在籍するセンテジュアル組の2つがある。
空飛ぶ島
世界創世神話によれば、空飛ぶ島は聖アルディスタと人間との約束のあかしとして4年に1度聖泉から産み落とされ3つの海を飛び越え、空の果てで石畳へ還るとされる。人の手に渡らない限りは風任せに漂う存在だが、空の果てに接近すると吸い寄せられるように加速を始め、速度は最終的に20ノットを超える。
聖アルディスタ
世界創世神話に伝えられる存在。聖人ではなく、神である。この神をあがめる宗教が作品世界では複数散在することが示唆されている。
遥かな古代に天翔ける船に乗り、訪れた島、大陸に自らの血肉と言語、子孫へ語り継ぐべき教えの種子である「聖アルディスタの種子」をばら撒いたと伝えられる創造神。
聖アルディスタの種子
聖アルディスタが遥か古代にばら撒いたとされる生命の種。この種より生まれた人々は同じ知識・言語・道徳により育つため、身体特徴・発展・文化・言語体系などが酷似する。「飛空士シリーズ」では「神聖レヴァーム皇国」と「バレステロス共和国」がその関係にあり、第4巻ラストで両国が接触し、第5巻で友好国となる。
「とある飛空士への追憶」「とある飛空士への夜想曲」に登場する帝政天ツ上、本作に登場する斎ノ国、「とある飛空士への誓約」に登場する秋津連邦も同様に住人の身体的特徴・発展・文化・言語体系が酷似しているが、こちらについては聖アルディスタの種子によるものかは不明。
風呼びの少女
風を意のままに操る能力を持つ少女。別名は、風を統べる処女王。
「空の一族」の創世神話にも伝えられ、「彼方の滝を超えた未知の国から、空飛ぶ島に乗って訪れた「風呼びの少女」が「空の一族」を新たな世界へ導く」とされる伝説の少女で、「空の一族」の将来の指導者とされる。「空の一族」においては、その別名通り、婚姻を結ぶことも男性が近づくことも許されない存在だと考えられている。
水素電池スタック
飛空士シリーズに登場する架空の エネルギー源。エネルギーを消費せずに水を水素と酸素に分解する架空の触媒が用いられている。劇中に登場する飛空艦船、飛空機などの飛空機械の動力源に用いられており、着水時に水素を補給することで無限の航続距離を獲得できる。前作の『追憶』や第3作『夜想曲』に登場するものと同様に、海水を分解して得られる水素ガスと空気中の酸素との反応で電力を発生させる。
水素電池スタックから得られる電力によって駆動する原動機については設定のブレがあり、本作『恋歌』の第1巻では前作『追憶』と同様に「エンジン」、本作の第2巻では単に「ローター」と表記されて原動機への言及がなく、第3巻以降では「発動機」と表記されている。なお『追憶』と隣接する地域を舞台とした第3作『夜想曲』では、『追憶』と同じものが「DCモーター」と呼ばれている。アニメ版では「エンジン」。
テレビアニメ版では独自に裏設定として仕組みの考察が加えられており、出力を上げるとエンジン内部から光が漏れるため敵に発見されるリスクがあるなど、原作にはない描写が加えられている。
オーバーブースト
水素ガスを空気中の酸素と急速に反応させることで大電力を発生させ、一時的な高速飛行を可能にする操作。燃料である水素を一度に大量に消費する。
アニメ版では「緊急出力」という呼称になっている。
揚力装置
飛空戦艦等の空飛ぶ船が飛行のために使用する装置。水素電池によって駆動するが、それ以上の詳細な原理や構造は作中では語られていない。主翼で揚力を獲得する飛空機には装備されておらず、飛空艦艇に特有の装備品である。
アリーメン
アリエル・アルバスの作るラーメン料理。アリーメンという名はアリエルのニックネームに由来する。魚介と豚骨を合わせたスープに中太麺、チャーシュー入りのラーメンで、替え玉も可能という設定。調理法はアリエルが我流で編み出したもので、登場人物からはラーメンと言うより別種の料理であると形容される場面もある。劇中では登場人物が大仰なリアクションを返したり、「妖精が見える」などの幻覚症状を訴えたりするなど、筆舌を尽くして絶賛する表現が幾度も繰り返され、イスラの指導者的な立場にあるアメリアとルイスもこれを賞味して幻覚を体験し、得体の知れない旨さを「魔物」と形容する場面が描かれた。原作小説ではアメリアがこの時の体験からの着想で、情報開示を拒む「空の一族」の王子マニウスにアリーメンを振る舞うことを提案し、マニウスから料理を気に入られて「空の果て」に関する秘密や、イスラに迫っている崩壊の危機を聞き出すことに成功、ルイスから「アリーメンが世界の秘密を解き明かした」と賞賛されるという結果に繋がっている。
第4作『誓約』にも登場しており、クレアがアリエルと別れる前に作り方を習っていたという設定で、手料理として登場人物に振る舞われている。

## 既刊一覧

### 小説
- 犬村小六（著） / 森沢晴行（イラスト） 『とある飛空士への恋歌』 小学館〈ガガガ文庫〉、全5巻。
  1. 2009年2月23日初版第1刷発行（2月18日発売[4]）、ISBN 978-4-09-451121-5
  2. 2009年7月22日初版第1刷発行（7月17日発売[89]）、ISBN 978-4-09-451149-9
  3. 2009年12月23日初版第1刷発行（12月18日発売[90]）、ISBN 978-4-09-451177-2
  4. 2010年8月23日初版第1刷発行（8月18日発売[91]）、ISBN 978-4-09-451226-7
  5. 2011年1月23日初版第1刷発行（1月18日発売[5]）、ISBN 978-4-09-451248-9

このほか、2012年10月1日には小学館eBooksより電子書籍版が全5巻同時に発売されている。電子書籍版のISBNは底本となるガガガ文庫版と同じ。

#### オーディオブック
ガガガ文庫と81プロデュースとの協業制作でオーディオブック化された。
第1巻
2019年7月22日発売。
キャスト：朗読は酒巻光宏（朗読、ミハエル・アルバス 役）、新田杏樹（カルエル・アルバス  役）、吉岡茉祐（アリエル・アルバス 役）、青山吉能（ニナ・ヴィエント、クレア・クルス、マヌエル・アルバス 役）、三上由理恵（マリア・ラ・イール、ノエル・アルバス 役）、木村隼人。
第2巻
2022年8月24日発売。
キャスト：酒巻光宏（朗読ほか）、新田杏樹（カルエル・アルバス）、吉岡茉祐（アリエル・アルバス）、青山吉能（ニナ・ヴィエント（クレア・クルス）＋マヌエル・アルバス）、柴田芽衣（ナナコ・ハナサキほか）、向井莉生（シャロン・モルコスほか）、阿保まりあ（チハル・デ・ルシアほか）、桑田直樹（ミツオ・フクハラほか）、長谷徳人（ベンジャミン・シェリフほか）、折原秋良（ファウスト・フィデル・メルセほか）、上西哲平（ノリアキ・カシワバラほか）、長岡龍歩（ウォルフガング・ハウマンほか）、三上由理恵（シズカ・ハゾメほか）
第3巻
2022年9月20日発売。
キャスト：酒巻光宏（朗読＋バンデラスほか）、新田杏樹（カルエル・アルバス）、吉岡茉祐（アリエル・アルバス）、青山吉能（ニナ・ヴィエント（クレア・クルス））、柴田芽衣（ナナコ・ハナサキ）、向井莉生（シャロン・モルコス）、阿保まりあ（チハル・デ・ルシア）、桑田直樹（ミツオ・フクハラほか）、長谷徳人（ベンジャミン・シェリフ＋海猫ほか）、折原秋良（イグナシオ・アクシス＋ファウスト・フィデル・メルセほか）、上西哲平（ノリアキ・カシワバラほか）、長岡龍歩（ウォルフガング・バウマンほか）、三上由理恵（ソニア・パレス＋シズカ・ハゾメほか）、南早紀（ファナ・レヴァーム）
第4巻
2022年10月20日発売。
キャスト：酒巻光宏（朗読＋ルイス・デ・アラルコンほか）、新田杏樹（カルエル・アルバス）、吉岡茉祐（アリエル・アルバス）、青山吉能（ニナ・ヴィエント（クレア・クルス））、柴田芽衣（ナナコ・ハナサキほか）、向井莉生（シャロン・モルコスほか）、阿保まりあ（チハル・デ・ルシアほか）、桑田直樹（ミツオ・フクハラほか）、長谷徳人（ベンジャミン・シェリフほか）、折原秋良（イグナシオ・アクシスほか）、上西哲平（ノリアキ・カシワバラほか）、三上由理恵（ソニア・パレス＋シズカ・ハゾメほか）、南早紀（ファナ・レヴァーム）
第5巻
2022年11月21日発売。
キャスト：酒巻光宏（朗読＋ミハエル・アルバスほか）・新田杏樹（カルエル・アルバス）・吉岡茉祐（アリエル・アルバス）・青山吉能（ニナ・ヴィエント（クレア・クルス））・柴田芽衣（ナナコ・ハナサキほか）・向井莉生（シャロン・モルコス＋アメリア・セルバンデスほか）・阿保まりあ（チハル・デ・ルシアほか）・長谷徳人（ベンジャミン・シェリフほか）・折原秋良（イグナシオ・アクシス＋マニウス・シードゥスほか）・上西哲平（ノリアキ・カシワバラ＋ゼノン・カヴァディスほか）・三上由理恵（ノエル・アルバスほか）

### 漫画
- 犬村小六（原作） / 森沢晴行（キャラクター原案） / こじまたけし（作画） 『とある飛空士への恋歌』 小学館（少年サンデーコミックス）、全4巻
  1. 2014年7月18日発売[98]、ISBN 978-4-09-125070-4
  2. 2015年2月18日発売[99]、ISBN 978-4-09-125610-2
  3. 2015年6月18日発売[100]、ISBN 978-4-09-125879-3
  4. 2015年11月18日発売[101]、ISBN 978-4-09-126494-7

## テレビアニメ
| 原作                            | 犬村小六（小学館「ガガガ文庫」刊）                               |
| 監督                            | 鈴木利正                                                         |
| シリーズ構成                    | 猪爪慎一                                                         |
| 軍事考証                        | 鈴木貴昭                                                         |
| キャラクター原案                | 森沢晴行                                                         |
| キャラクターデザイン 総作画監督 | 原田大基                                                         |
| メインメカデザイン              | 中谷誠一                                                         |
| エフェクトアニメーション        | 橋本敬史                                                         |
| メカニックデザイン              | キクチヒラメ、O-S-D                                              |
| プロップデザイン                | 久保川絵梨子、小川浩                                             |
| デザインワークス                | 森木靖泰                                                         |
| 美術監督                        | 加藤靖忠                                                         |
| 色彩設計                        | 関本美津子                                                       |
| 撮影監督                        | 棚田耕平                                                         |
| 編集                            | 坂本久美子                                                       |
| 3D監督                          | 下山博嗣                                                         |
| CGIプロデューサー               | 野嵜敦夫                                                         |
| 音響監督                        | たなかかずや                                                     |
| 音楽                            | 大谷幸                                                           |
| プロデューサー                  | 久保雄輔、後藤謙治、阪口英昭 川北健、寺内勇美 岡村武真、藍谷厚史 |
| アニメーションプロデューサー    | 野崎康次                                                         |
| アニメーション制作              | TMS/3xCube                                                       |
| 製作                            | 「とある飛空士への恋歌」製作委員会                               |

2014年1月から3月にかけて、TOKYO MXほかにて放送された。全13話。
テレビアニメ版では、原作小説第1巻の内容が回想として序盤のエピソードに断片的に振り分けられ、主要登場人物の過去や抱えた事情が伏せられた状態から物語が始まるなど、前半のエピソード順序が変更されている。また原作では第4巻以降まで台詞のない登場人物であったイグナシオ・アクシスの登場が早められ、主要登場人物 の一人として描写された。一方、原作における前半と後半で大きく作風が変化するような作りはテレビアニメ版でも踏襲され、原作におけるドラマ要素の表現を重視したメリハリのある構成が指向された。テレビアニメ版の最終回には原作小説シリーズ第4作『とある飛空士への誓約』の登場人物であるミオ・セイラが後ろ姿で1カット登場し、最終回の放送直前に発売された『誓約』第5巻の内容を反映した描写がなされた。

### 制作
制作を手掛けるトムス・エンタテインメントは、前作『とある飛空士への追憶』が2011年にアニメ映画化された際にも制作として携わっており、その際に本作のテレビアニメ化も企画が立ち上がった。トムス・エンタテインメントがライトノベルを原作としたテレビアニメ作品を手掛けるのは本作が初である。原作者の犬村は、原作の知名度が低いためにテレビアニメ版の制作条件が非常に厳しいものであったことを明かしている。
監督に鈴木利正を起用したのは、本作の原作小説の挿絵を担当する森沢晴行が、鈴木の監督作品である『輪廻のラグランジェ』にも携わっていたことからの縁故であり、既に森沢と組んだ経験のある鈴木であれば、原作挿絵のキャラクターを活かせるであろうという判断による。他のスタッフも、ガガガ文庫の映像化作品に携わった人物や、本作の主要な題材である戦闘機の空戦に興味のある人材などといった人脈を通して集められた。原作者である犬村は、基本的には自身のメディアミックス作品に干渉しない立場を取りつつも、脚本や絵コンテ、設定に一通り目を通す形で本作に関わっている。
軍事考証は鈴木貴昭が担当し、原作に書かれている部分以外の具体的な作戦の内容や戦況図の設定、メカニックデザインや劇中世界のテクノロジーに対する考察の加味などが行われた。
各話の次回予告は登場人物の一人であるイグナシオ・アクシスが担当する形となっており、毎回、途中で予告の台詞を言い終わらないうちに中断されるという演出が用いられた。アニメ版では、イグナシオが主要登場人物という扱いを受けており、役を演じる石川界人にも熱意があったが、それにもかかわらず第1話では台詞らしい台詞がないという扱いから急遽決まったという。

### プロモーション
テレビアニメ化の発表は2013年8月10日に行われ、その際にはスタッフも発表された。
地上波での放送は東京都のTOKYO MXと兵庫県のサンテレビの2局のみという限られた地域でのみ行われた一方、地上波での放送と時刻を合わせてのインターネット配信が行われた。また未放送地域では複合映画館にて本放送を後追いする形での上映会を行い、衛星放送やインターネットを見ることができない視聴者の需要に応じようとする、従来にはなかった形の公開形態も試みられた。

### 主題歌
オープニングテーマ「azurite」
作詞 - meg rock / 作曲 - 伊藤賢 / 編曲 - 佐藤清喜 / 歌 - petit milady
オープニングテーマを歌うpetit miladyは、劇中で主要登場人物の役も演じている声優、悠木碧（クレア/ニナ役）と竹達彩奈（アリエル役）のユニット。自ら声優として出演する作品で主題歌も担当するのは、petit miladyとしては初の活動となる。テレビアニメ版の放送時には放送時間内に同じCMを4度も流すという、入念な広告活動が行われた。
テレビアニメ版の監督を担当した鈴木はこの曲を、疾走感や浮遊感のある曲として発注した。作詞を担当したmeg rockは原作小説を読んだ上で歌詞を執筆しており、ボーカルの悠木はこの曲を、登場人物たちの青春の爽やかさや切なさを劇中の展開に関するキーワードと交えながら、疾走感のあるメロディーに込めた曲であるとしている。
エンディングテーマ「風が知ってる」
作詞・作曲 - 津野米咲 / 編曲 - 亀田誠治、津野米咲 / 歌 - 赤い公園
赤い公園がテレビアニメのタイアップ曲を手掛けるのは初。

### 各話リスト
| 話数     | サブタイトル           | 脚本     | 絵コンテ          | 演出                | 作画監督 |
| -------- | ---------------------- | -------- | ----------------- | ------------------- | --- |
| 第一話   | 旅立ちの島             | 猪爪慎一 | 鈴木利正          | 鈴木利正 原田奈奈   | 原田大基、容洪                                                                                                |
| 第二話   | カドケス高等学校飛空科 | 猪爪慎一 | 平野俊貴          | 土屋康郎            | 中島里恵、戸部敦夫                                                                                            |
| 第三話   | 風の革命               | 猪爪慎一 | 本多康之          | 佐々木純人          | 相澤秀亮、小畑賢                                                                                              |
| 第四話   | 星の海原               | 吉田玲子 | 加瀬充子          | さんぺい聖 斉藤啓也 | 山中純子、容洪                                                                                                |
| 第五話   | 風呼びの少女           | 猪爪慎一 | 花井宏和          | 花井宏和            | 北原章雄、清水勝祐、青木昭仁                                                                                  |
| 第六話   | 聖泉                   | 吉田玲子 | 佐山聖子          | 山内東生雄          | 斉藤大輔、垣野内成美                                                                                          |
| 第七話   | 散華                   | 鈴木貴昭 | 佐川梅三郎        | 原田奈奈            | 中島里恵、戸部敦夫 高木信一郎、柳瀬譲二                                                                       |
| 第八話   | 鳥の名前               | 兵頭一歩 | 矢野博之          | 土屋康郎            | 高鉾誠、容洪、柳瀬譲二                                                                                        |
| 第九話   | きみの名は             | 吉田玲子 | 平野俊貴          | 黒田晃一郎          | 空流辺広子、はしもとかつみ                                                                                    |
| 第十話   | 勇気の飛翔（そら）     | 兵頭一歩 | 加瀬充子          | 山内東生雄 稲葉友紀 | 柳瀬譲二、石川慎亮、原田理恵                                                                                  |
| 第十一話 | 恋歌                   | 鈴木貴昭 | 本多康之 加瀬充子 | 阿部雅司 金森勝     | 大原和男、佐野隆雄、手島勇人 福田裕樹、田中誠輝、石川慎亮 小川エリ、津吹明日香、柳瀬譲二 才木康寛（メカ作監） |
| 第十二話 | 空の果て               | 猪爪慎一 | 園田雅裕          | 園田雅裕            | 中島里恵、戸部敦夫、小美戸幸代                                                                                |
| 第十三話 | きみのいる空へ         | 猪爪慎一 | 鈴木利正          | 鈴木利正            | 原田大基、高鉾誠                                                                                              |

### 放送局
| 放送地域 | 放送局             | 放送期間               | 放送日時           | 放送系列   | 備考             |
| -------- | ------------------ | ---------------------- | ------------------ | ---------- | ---------------- |
| 東京都   | TOKYO MX           | 2014年1月6日 - 3月31日 | 月曜 22:00 - 22:30 | 独立局     |                  |
| 日本全域 | ニコニコ生放送     | 2014年1月6日 - 3月31日 | 月曜 22:00 - 22:30 | ネット配信 |                  |
| 日本全域 | ニコニコチャンネル | 2014年1月6日 - 3月31日 | 月曜 22:30 更新    | ネット配信 |                  |
| 兵庫県   | サンテレビ         | 2014年1月6日 - 3月31日 | 月曜 26:00 - 26:30 | 独立局     |                  |
| 日本全域 | バンダイチャンネル | 2014年1月7日 - 4月1日  | 火曜 12:00 更新    | ネット配信 |                  |
| 日本全域 | AT-X               | 2014年1月7日 - 4月1日  | 火曜 22:30 - 23:00 | CS放送     | リピート放送あり |
| 日本全域 | BS日テレ           | 2014年1月12日 - 4月6日 | 日曜 24:00 - 24:30 | BS放送     |                  |

### BD-BOX / DVD-BOX
2014年7月30日にBOX仕様で発売された。規格品番はGNXA-1640（Blu-ray）、GNBA-2200（DVD）。
ラジオ
2013年12月6日から3月21日にかけて、公式サイトおよび音泉においてWebラジオ『飛空士ラジオ！恋ジョルノ☆歌ジョルノ♪』が配信された。毎月第1・第3金曜更新。全8回。パーソナリティは南條愛乃（ナナコ・ハナサキ 役）と謎の鳥「飛んジョルノ」。なおテレビアニメ第12話では、Webラジオのオリジナルキャラクターである飛んジョルノが本編に姿を見せるという「遊び」の演出も行われた。2014年7月6日に、ニコニコ生放送『インターネットラジオステーション＜音泉＞10周年記念24時間生放送』内にて同番組の復活版が動画生配信された。
　ゲスト
　・第2・3・8回 花江夏樹
　・第4・5回 竹達彩奈
　・第4・8回 悠木碧
　・第5回 石川界人
　・第6回 下野紘
　・第7回 早見沙織 田野アサミ